# Liste der Kulturdenkmale in Eibau

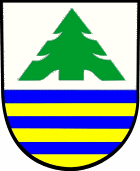
Wappen von Eibau

In der Liste der Kulturdenkmale in Eibau sind die Kulturdenkmale des Ortsteils Eibau der sächsischen Gemeinde Kottmar verzeichnet, die bis September 2024 vom Landesamt für Denkmalpflege Sachsen erfasst wurden (ohne archäologische Kulturdenkmale). Die Anmerkungen sind zu beachten.

## Liste der Kulturdenkmale in Eibau
| Bild                                    | Bezeichnung | Lage                                                 | Datierung | Beschreibung | ID       |
| --------------------------------------- | --- | ---------------------------------------------------- | --- | --- | -------- |
| Direkt Bild zu diesem Denkmal hochladen | Bachbett des Landwassers in bestimmten Bereichen, partiell Ufermauern in Granit/Basalt, Treppenabgänge, Steindeckerbrücken und Zuläufe | (Karte)                                              | Inschrift 1817 (bei Hauptstraße 123) | Unter anderem bei Bürgerweg 1, 3, 5, 7 und 11, bei Hauptstraße 9, 11, 13, 15 Ufermauern beidseitig, bei Bürgerweg 2 Ufermauern beidseitig, bei Hauptstraße 8 / Oberoderwitzer Weg Flurstück 307/5 und 307/6, 318/2 Ufermauern und Sohle, bei Hauptstraße 15 / Bürgerweg 2 Bogenbrücke, bei Hauptstraße 17 / Bürgerweg 21 (380a) Bogenbrücke, bei Hauptstraße 119 Steindeckerbrücke, gegenüber Hauptstraße 132 Bogenbrücke, bei Hauptstraße 123 Steindeckerbrücke mit Inschrift 1817, bei Hauptstraße 133 Steindeckerbrücke, bei Hauptstraße 151 Steindeckerbrücke, bei Hauptstraße 233 Ortseingang Eibau die Steindeckerbrücke der B 96, bei Neugersdorfer Straße 2 Bogenbrücke mit Brüstung, die Bogenbrücken siehe auch Tabelle unter Adresse, alles ortsgeschichtlich bedeutend, stark ortsbildprägend | 09306074 |
| Direkt Bild zu diesem Denkmal hochladen | Doppelwohnhaus (beide Häuser mit Umgebinde) | Am Adlerberg 5, 7 (Karte)                            | 18. Jahrhundert | Obergeschoss Fachwerk, verbrettert, Giebelverschieferung, alte Umgebinde-Konstruktion, im ursprünglichen Aussehen erhaltenes Beispiel der regionaltypischen Holzbauweise, baugeschichtlich von Bedeutung | 09254895 |
| Direkt Bild zu diesem Denkmal hochladen | Wohnhaus (Umgebinde) | Am Adlerberg 6 (Karte)                               | 1. Hälfte 19. Jahrhundert | Fachwerk-Obergeschoss mit Holzverschalung mit Quadrierung und Eckpilastern, Umgebinde-Ständer ebenfalls aufwendig ornamentiert, Korbbogenportal, baugeschichtlich von Bedeutung | 09254896 |
| Direkt Bild zu diesem Denkmal hochladen | Wohnhaus (Umgebinde) | August-Bebel-Straße 1 (Karte)                        | Um 1800 | Eingeschossiges Umgebindehaus, im ursprünglichen Aussehen erhalten, architektonisch wertvoll, baugeschichtlich von Bedeutung | 09254853 |
| Direkt Bild zu diesem Denkmal hochladen | Wohnhaus (Umgebinde) | August-Bebel-Straße 3 (Karte)                        | 1. Hälfte 19. Jahrhundert | Eingeschossiges Umgebindehaus, Giebelverschieferung, siedlungstypische Gestaltung, baugeschichtlich von Bedeutung | 09254852 |
| Direkt Bild zu diesem Denkmal hochladen | Wohnhaus (Umgebinde) | August-Bebel-Straße 7 (Karte)                        | 1. Hälfte 19. Jahrhundert | Eingeschossiges Umgebindehaus, weitgehend im ursprünglichen Aussehen erhaltenes Beispiel der Holzbauweise, siedlungstypisch, baugeschichtlich von Bedeutung | 09254851 |
| Direkt Bild zu diesem Denkmal hochladen | Wohnhaus (Umgebinde) | August-Bebel-Straße 11 (Karte)                       | 1. Hälfte 19. Jahrhundert | Eingeschossiges Umgebindehaus, Dachhecht, weitgehend im ursprünglichen Sinne erhaltenes Beispiel der Holzbauweise, baugeschichtlich von Bedeutung | 09254850 |
| Direkt Bild zu diesem Denkmal hochladen | Wohnhaus (Umgebinde) | August-Bebel-Straße 23 (Karte)                       | 1. Hälfte 19. Jahrhundert | Eingeschossiges Umgebindehaus, Dachhecht, trotz teilweiser Ausmauerung im Umgebinde-Teil überwiegend im ursprünglichen Sinne erhaltenes Beispiel der Holzbauweise, baugeschichtlich von Bedeutung | 09254849 |
| Weitere Bilder                          | Wohnhaus (Umgebinde) | Bachweg 2 (Karte)                                    | 18. Jahrhundert | Obergeschoss Fachwerk, Bestandteil der reizvollen Umgebungs-Baustruktur, baugeschichtlich von Bedeutung | 09254948 |
| Weitere Bilder                          | Wohnhaus (Umgebinde) mit zwei Hausnummern | Bachweg 4, 6 (Karte)                                 | Um 1800 | Eingeschossig, Fachwerk-Giebel, drei Dachhäuschen, Bestandteil der reizvollen Auenbebauung, baugeschichtlich von Bedeutung | 09254949 |
| Weitere Bilder                          | Wohnhaus (Umgebinde) | Bachweg 10 (Karte)                                   | 18. Jahrhundert | Doppelstubenhaus, Obergeschoss Fachwerk verkleidet, Umgebinde-Konstruktion mit profilierten Ständern, schöner Dachhecht, Bestandteil der reizvollen Auen-Baustruktur, baugeschichtlich von Bedeutung | 09254950 |
| Direkt Bild zu diesem Denkmal hochladen | Villa Martha mit Einfriedung und Garten | Bahnhofstraße 4 (Karte)                              | 1910er Jahre | Gutes Beispiel der Bauweise um 1910 im Reformstil, baugeschichtlich von Bedeutung | 09254750 |
| Direkt Bild zu diesem Denkmal hochladen | Villa mit Garten | Bahnhofstraße 8 (Karte)                              | 2. Hälfte 19. Jahrhundert | Stilistisch eine Mischung aus Klassizismus und Schweizerstil, Bauherr war Arzt, baugeschichtlich von Bedeutung | 09254746 |
| Weitere Bilder                          | Bahnhof Eibau | Bahnhofstraße 10 (Karte)                             | 1870er Jahre | Eisenbahnstrecke Oberoderwitz–Wilthen; historistisch mit Anklang an Schweizerstil, Zeugnis der sächsischen Verkehrsgeschichte, baugeschichtlich von Bedeutung | 09254954 |
| Direkt Bild zu diesem Denkmal hochladen | Wohnhaus | Bahnhofstraße 11 (Karte)                             | Um 1890 | Klinker, historisierend, baugeschichtlich bedeutsam | 09306273 |
|                                         | Wohnhaus (Umgebinde) ohne Anbau | Beckenbergstraße 2 (Karte)                           | 18. Jahrhundert | Obergeschoss Fachwerk verkleidet, weitgehend im ursprünglichen Aussehen erhaltenes Beispiel ländlicher Bauweise, baugeschichtlich von Bedeutung | 09254870 |
| Weitere Bilder                          | Wohnhaus (Umgebinde) mit rückwärtigem Anbau | Beckenbergstraße 3 (Karte)                           | Bezeichnet mit 1860 | Obergeschoss Fachwerk, teilweise zweifarbig verschiefert, Dachhecht, Umgebindekonstruktion mit profilierten Stützen, weitgehend ursprünglich erhaltenes Beispiel für die Umgebindebauweise, baugeschichtlich von Bedeutung | 09254871 |
| Weitere Bilder                          | Berggasthof Beckenbergbaude | Beckenbergstraße 5 (Karte)                           | 1905–1906 | Historisierend, Haubenturm, touristikgeschichtlich relevant, baugeschichtlich von Bedeutung | 09254966 |
| Direkt Bild zu diesem Denkmal hochladen | Wohnhaus eines Bauernhofes | Beckenbergstraße 6 (Karte)                           | Um 1800 | Mit mächtigem Baukörper, Obergeschoss Fachwerk teils verschiefert, teils verbrettert, in der Konstruktion erhalten und durch erhöhte Lage auch ortsbildprägend, baugeschichtlich von Bedeutung | 09254883 |
| Direkt Bild zu diesem Denkmal hochladen | Wohnstallhaus (Umgebinde) | Brunnenstraße 2 (Karte)                              | Bezeichnet mit 1848 | Obergeschoss Fachwerk verkleidet, schöner Türstock, typisches Beispiel Oberlausitzer Holzbauweise, weitgehend im ursprünglichen Zustand erhalten, baugeschichtlich von Bedeutung | 09254956 |
| Direkt Bild zu diesem Denkmal hochladen | Wohnhaus (Umgebinde) | Brunnenstraße 5 (Karte)                              | 1. Hälfte 19. Jahrhundert | Eingeschossiges Umgebindehaus, Giebelverschieferung, weitgehend im ursprünglichen Aussehen erhalten, baugeschichtlich von Bedeutung | 09254958 |
| Direkt Bild zu diesem Denkmal hochladen | Wohnhaus (Umgebinde) | Brunnenstraße 12b (Karte)                            | 2. Hälfte 19. Jahrhundert | Doppelstubenhaus, Obergeschoss Fachwerk verbrettert, Dachhecht, Zeugnis der späten Holzbauweise, baugeschichtlich von Bedeutung | 09254955 |
| Weitere Bilder                          | Wohnhaus | Bürgerweg 2 (Karte)                                  | 1. Hälfte 19. Jahrhundert | Einst Umgebindehaus, Obergeschoss Fachwerk verbrettert, Beispiel des einfacheren Typs sächsischer Holzbauweise, baugeschichtlich von Bedeutung | 09254938 |
| Direkt Bild zu diesem Denkmal hochladen | Wohnhaus (Umgebinde) | Bürgerweg 5 (Karte)                                  | Um 1850 | Eingeschossig mit drei Dachhäuschen, baugeschichtlich von Bedeutung | 09306274 |
| Direkt Bild zu diesem Denkmal hochladen | Wohnstallhaus | Bürgerweg 9 (Karte)                                  | 18. Jahrhundert | Rest eines Bauernhofs; Obergeschoss Fachwerk verbrettert, sehr archaisch mit steilem hohen Krüppelwalmdach, baugeschichtlich von Bedeutung | 09254935 |
| Weitere Bilder                          | Wohnhaus (Umgebinde) | Bürgerweg 11 (Karte)                                 | 1. Hälfte 18. Jahrhundert | Obergeschoss Fachwerk (Andreaskreuze, rechte Giebelseite verbrettert), Oberlaube, Umgebinde-Ständer profiliert, eines der regional ältesten erhaltenen Gebäude in Holzkonstruktion, architektonisch und baugeschichtlich von besonderer Bedeutung | 09254936 |
| Weitere Bilder                          | Vierseithof mit Wohnstallhaus (Nr. 15), Seitengebäude (Wohnhaus, Nr. 17), Scheune, ein weiteres Seitengebäude sowie Toreinfahrt, Einfriedungsmauern und Granittrog vor Nr. 15                                                                                              | Bürgerweg 15, 17 (Karte)                             | 18. Jahrhundert | Wohnstallhaus (Nr. 15) Umgebinde mit verzierten Ständern, Korbbogenportal, Obergeschoss Fachwerk verbrettert, Giebelseite verschiefert, Wohnhaus (Nr. 17) Erdgeschoss massiv, Korbbogenportal, Obergeschoss Fachwerk, zum Teil Obergeschoss-Umgebinde (Seltenheitswert!), aufwendige Giebelverbretterung, Hofzufahrt zwei granitene Torpfosten, hausgeschichtlich, baugeschichtlich und wirtschaftsgeschichtlich von Bedeutung | 09254937 |
| Weitere Bilder                          | Wohnhaus (Umgebinde) und Scheune eines Bauernhofes | Bürgerweg 21 (Karte)                                 | 18. Jahrhundert | Wohnhaus Obergeschoss Fachwerk, zweifarbig verschiefert, Dach mit fünf Fledermausgaupen, diese bei einer Sanierung auf drei reduziert, Granit-Türstock mit altem Türblatt, Holzscheune, ortsbildprägendes Ensemble von baugeschichtlicher und wirtschaftsgeschichtlicher Bedeutung | 09254939 |
| Direkt Bild zu diesem Denkmal hochladen | Brücke | Bürgerweg 21 (bei) (Karte)                           | 19. Jahrhundert | Haustein-Bogenbrücke, mit Schlusssteinen, ortsbildprägend und baugeschichtlich von Bedeutung | 09254900 |
| Weitere Bilder                          | Wohnstallhaus (Umgebinde) eines Bauernhofes | Bürgerweg 23 (Karte)                                 | Bezeichnet mit 1708 | Obergeschoss Fachwerk verkleidet, Krüppelwalmdach mit Hechtgaupe, Umgebinde und Blockstube aufwendig verschalt, bemerkenswertes barockes Korbbogenportal, hier bezeichnet mit 1708, baugeschichtlich von Bedeutung | 09254940 |
| Weitere Bilder                          | Wohnstallhaus (Umgebinde) | Bürgerweg 27 (Karte)                                 | 18. Jahrhundert | Obergeschoss Fachwerk verkleidet, Korbbogenportal, typisches Oberlausitzer Gebäude in Holzkonstruktion, baugeschichtlich von Bedeutung | 09254941 |
| Direkt Bild zu diesem Denkmal hochladen | Wohnhaus | Bürgerweg 29 (Karte)                                 | Um 1800 | Obergeschoss Fachwerk verkleidet, Strukturbestandteil des reizvollen Ambientes, baugeschichtlich von Bedeutung | 09254942 |
| Direkt Bild zu diesem Denkmal hochladen | Wohnhaus | Bürgerweg 33 (Karte)                                 | 18. Jahrhundert | Obergeschoss Fachwerk verkleidet, Dachhecht, Konstruktion regionaltypisch, Bestandteil des reizvolles Ambientes, baugeschichtlich von Bedeutung | 09254944 |
| Weitere Bilder                          | Wohnstallhaus (Umgebinde) | Bürgerweg 35 (Karte)                                 | Wahrscheinlich 17. Jahrhundert | Obergeschoss Fachwerk verbrettert, Korbbogenportal, Strukturbestandteil des reizvollen Ambientes, baugeschichtlich von Bedeutung | 09254945 |
| Weitere Bilder                          | Wohnhaus (Umgebinde) | Bürgerweg 37 (Karte)                                 | 18. Jahrhundert | Obergeschoss Fachwerk verbrettert, Dachhecht, Korbbogenportal, baugeschichtlich von Bedeutung | 09254946 |
|                                         | Wohnstallhaus (mit Anbau) eines Bauernhofes | Bürgerweg 39 (Karte)                                 | Vor 1710 laut Auskunft, später überformt | Fachwerk-Obergeschoss mit zweifarbiger Verschieferung, an ortsbildprägender Stelle, baugeschichtlich von Bedeutung | 09254947 |
| Direkt Bild zu diesem Denkmal hochladen | Wohnhaus | Dammweg 3 (Karte)                                    | Um 1800 | Obergeschoss Fachwerk verbrettert, weitgehend im regionaltypischen Aussehen erhalten, baugeschichtlich von Bedeutung | 09254854 |
| Direkt Bild zu diesem Denkmal hochladen | Wohnhaus (Umgebinde) mit Anbau | Dammweg 5 (Karte)                                    | Um 1800 | Obergeschoss Fachwerk verbrettert, Dachhecht, überwiegend im ursprünglichen Aussehen erhalten, ortsbildprägend, baugeschichtlich von Bedeutung | 09254855 |
| Direkt Bild zu diesem Denkmal hochladen | Wohnhaus (Umgebinde) | Dammweg 10 (Karte)                                   | 1. Hälfte 19. Jahrhundert | Eingeschossiges siedlungstypisches Umgebindehaus, baugeschichtlich von Bedeutung | 09254857 |
| Direkt Bild zu diesem Denkmal hochladen | Wohnhaus (Umgebinde) | Dammweg 16 (Karte)                                   | Um 1850 | Eingeschossiges Doppelstubenhaus, Dachhecht, baugeschichtlich von Bedeutung | 09254914 |
| Direkt Bild zu diesem Denkmal hochladen | Wohnhaus (Umgebinde) | Dammweg 18 (Karte)                                   | 1. Hälfte 19. Jahrhundert | Eingeschossiges, siedlungstypisches Umgebindehaus, im ursprünglichen Aussehen weitgehend erhalten, baugeschichtlich von Bedeutung | 09254913 |
| Direkt Bild zu diesem Denkmal hochladen | Husaren- oder Polenstein | Ebersbacher Weg (200 m nördlich vom Bahnhof) (Karte) | Nach 1813 | Erinnerungsmal für zwei polnische Husaren, gefallen während der Befreiungskriege 1813, ortsgeschichtlich von Bedeutung | 09254718 |
| Direkt Bild zu diesem Denkmal hochladen | Vierseithof mit Wohnstallhaus (Umgebinde), zwei Seitengebäuden und Scheune | Ebersbacher Weg 2 (alte Hausnummer 83) (Karte)       | 2. Hälfte 18. Jahrhundert (Bauernhaus); frühes 19. Jahrhundert (Seitengebäude); bezeichnet mit 1913 (Scheune)                                | Wohnstallhaus Obergeschoss Fachwerk verkleidet, Krüppelwalmdach, zum Teil zum Frackdach erweitert, beide Seitengebäude mit Fachwerk, Scheune massiv, die Umgebung prägender äußerst stattlicher Waldhufenhof, baugeschichtlich und wirtschaftsgeschichtlich von Bedeutung | 09254744 |
| Direkt Bild zu diesem Denkmal hochladen | Wohnstallhaus eines Bauernhofes | Ebersbacher Weg 6 (Karte)                            | Mitte 18. Jahrhundert | Obergeschoss Fachwerk verbrettert, ortsbildtypisches Aussehen und wichtiger Bestandteil der umgebenden Baustruktur, baugeschichtlich von Bedeutung | 09254739 |
| Direkt Bild zu diesem Denkmal hochladen | Wohnstallhaus eines Bauernhofes | Ebersbacher Weg 8 (Karte)                            | 1. Hälfte 19. Jahrhundert | Obergeschoss Fachwerk verkleidet, ortsbildtypisch, baugeschichtlich von Bedeutung | 09254738 |
| Direkt Bild zu diesem Denkmal hochladen | Bauernhof mit Wohnhaus, Seitengebäude mit Durchfahrt und Scheune | Ebersbacher Weg 10, 12 (Karte)                       | Um 1800 | Mächtiges Wohnhaus (ehemaliges Umgebindehaus) mit Krüppelwalmdach und fünf Fledermausgaupen, Obergeschoss Fachwerk verschiefert, zwei Korbbogenportale, Seitengebäude mit Torhaus teils massiv, teils Obergeschoss Fachwerk, Scheune in Holzkonstruktion, wirtschaftsgeschichtlich und baugeschichtlich von Bedeutung | 09254737 |
| Direkt Bild zu diesem Denkmal hochladen | Wohnhaus (Umgebinde), ohne Anbau | Ebersbacher Weg 16 (Karte)                           | Kern Mitte 18. Jahrhundert | Obergeschoss Fachwerk verbrettert, trotz Veränderungen noch dem alten Ortsbild entsprechend, baugeschichtlich von Bedeutung | 09254723 |
| Direkt Bild zu diesem Denkmal hochladen | Wohnstallhaus (Umgebinde) eines Bauernhofes | Ebersbacher Weg 20 (Karte)                           | 2. Hälfte 18. Jahrhundert | Obergeschoss Fachwerk, Krüppelwalmdach mit drei Fledermausgaupen, Giebel nach 2000 ornamental neu verschiefert, auch im Obergeschoss, Umgebinde-Stützen profiliert, weitgehend ursprünglich in Aussehen und Konstruktion erhalten, baugeschichtlich von Bedeutung | 09254724 |
| Direkt Bild zu diesem Denkmal hochladen | Wohnhaus (Umgebinde) | Forstweg 5 (Karte)                                   | 1. Hälfte 19. Jahrhundert | Eingeschossiges Umgebindehaus, Relikt der alten Volksbauweise, baugeschichtlich von Bedeutung | 09254664 |
| Direkt Bild zu diesem Denkmal hochladen | Wohnhaus (Umgebinde) | Forstweg 10 (Karte)                                  | 1. Hälfte 19. Jahrhundert | Eingeschossiges Umgebindehaus, baugeschichtlich von Bedeutung | 09254665 |
| Direkt Bild zu diesem Denkmal hochladen | Neuer Friedhof (Sachgesamtheit) | Friedhofsweg (Karte)                                 | Geweiht 1895 | Sachgesamtheit Neuer Friedhof, mit Kapelle und Friedhofstor als Einzeldenkmal (siehe Einzeldenkmal – Obj. 09254848), mit Einfriedungsmauer und gärtnerisch gestalteter Friedhofsanlage (Gartendenkmal) als Sachgesamtheitsteil; gartenkünstlerisch und ortsgeschichtlich von Bedeutung | 09300834 |
| Direkt Bild zu diesem Denkmal hochladen | Kapelle und Friedhofstor (Einzeldenkmal zu ID-Nr. 09300834) | Friedhofsweg (Karte)                                 | 1906 | Einzeldenkmal der Sachgesamtheit Neuer Friedhof; Kapelle mit schönem Portal und Christus-Relief im Giebel, baugeschichtlich und ortsgeschichtlich von Bedeutung | 09254848 |
| Direkt Bild zu diesem Denkmal hochladen | Wohnhaus (Umgebinde) | Grenzweg 1 (Karte)                                   | Vor 1795 (Urkunde) | Obergeschoss Fachwerk verschiefert, Krüppelwalmdach mit fünf Fledermausgaupen, prägt das Bild der Umgebung entscheidend mit, baugeschichtlich von Bedeutung | 09254673 |
| Direkt Bild zu diesem Denkmal hochladen | Wohnhaus (Umgebinde) | Grenzweg 5 (Karte)                                   | 1. Hälfte 19. Jahrhundert | Eingeschossig, Relikt der typischen Häuslerbauweise, baugeschichtlich von Bedeutung | 09254672 |
| Direkt Bild zu diesem Denkmal hochladen | Villa und Garage | Grenzweg 9 (Karte)                                   | Um 1910 (Villa); bezeichnet mit 1920 (Garage)                                                                                                | Malerisch gestaltet im Reformstil der Zeit nach 1910, baugeschichtlich von Bedeutung | 09254671 |
| Direkt Bild zu diesem Denkmal hochladen | Wohnhaus (Umgebinde) mit Anbau | Grenzweg 23 (Karte)                                  | Um 1900 | Eineinhalbgeschossiges Doppelstubenhaus, Fachwerk-Zwerchhaus mit Einflüssen des Schweizerstils, Zeugnis der Spätzeit der Holzbauweise der Region, baugeschichtlich von Bedeutung | 09254668 |
| Direkt Bild zu diesem Denkmal hochladen | Wohnhaus (Umgebinde) ohne Anbau | Grenzweg 29 (Karte)                                  | 1. Hälfte 19. Jahrhundert | Breitgelagerter Baukörper, Obergeschoss Fachwerk verkleidet, baugeschichtlich von Bedeutung | 09254669 |
| Direkt Bild zu diesem Denkmal hochladen | Wohnhaus (Umgebinde) und Brunnen vor dem Haus | Grenzweg 31 (Karte)                                  | 1. Hälfte 19. Jahrhundert | Eingeschossiges Umgebindehaus, schöner Dachhecht, exponierte Lage, baugeschichtlich von Bedeutung | 09254670 |
| Direkt Bild zu diesem Denkmal hochladen | Vierseithof mit Wohnstallhaus (Umgebinde) und drei Seitengebäuden | Hauptstraße 1 (Karte)                                | 18. Jahrhundert (Wohnstallhaus); 1882 (Scheune)                                                                                              | Wohnstallhaus Fachwerk-Obergeschoss verschiefert, Granit-Türstock, weiter Dachüberstand, Seitengebäude massiv, ortsbildprägender Bauernhof, wirtschaftsgeschichtlich und baugeschichtlich von Bedeutung | 09254898 |
| Direkt Bild zu diesem Denkmal hochladen | Dreiseithof mit Wohnstallhaus (Umgebinde), Seitengebäude und Scheune | Hauptstraße 4 (Karte)                                | 18. Jahrhundert | Wohnstallhaus Giebelseite verschiefert, schöner Granittürstock, Scheune und Seitengebäude massiv, in seiner Struktur erhaltener Hof, wirtschaftsgeschichtlich und baugeschichtlich von Bedeutung | 09254897 |
| Weitere Bilder                          | Wohnhaus (Umgebinde) | Hauptstraße 12 (Karte)                               | Um 1850 | Doppelstubenhaus, Obergeschoss Fachwerk verkleidet, ortsbildtypisch, an straßenbildprägender Stelle, baugeschichtlich von Bedeutung | 09254888 |
|                                         | Straßenbrücke zum Bürgerweg | Hauptstraße 15 (bei) (Karte)                         | 19. Jahrhundert | Naturstein-Bogenbrücke, baugeschichtlich von Bedeutung | 09254899 |
| Weitere Bilder                          | Wohnhaus (Umgebinde) | Hauptstraße 18 (Karte)                               | 1. Hälfte 19. Jahrhundert | Doppelstubenhaus, Obergeschoss Fachwerk verbrettert, ortsbildtypisch, baugeschichtlich von Bedeutung | 09254887 |
| Weitere Bilder                          | Wohnhaus | Hauptstraße 20 (Karte)                               | Um 1800 | Fachwerk-Obergeschoss verbrettert, ehemaliges Umgebindehaus, einfaches Beispiel ostsächsischer Holzbauweise, straßenbildprägend, baugeschichtlich von Bedeutung | 09254886 |
|                                         | Wohnhaus | Hauptstraße 21 (Karte)                               | Um 1800 | Obergeschoss Fachwerk verkleidet, Dachhecht, prägt das Straßenbild mit, baugeschichtlich von Bedeutung | 09254934 |
| Weitere Bilder                          | Wohnhaus (Umgebinde) | Hauptstraße 22 (Karte)                               | 1. Hälfte 19. Jahrhundert | Obergeschoss Fachwerk verschiefert, straßenbildprägend, ortsbildtypisch, baugeschichtlich von Bedeutung | 09254885 |
| Weitere Bilder                          | Wohnhaus (Umgebinde) | Hauptstraße 25 (Karte)                               | Um 1800 | Eingeschossiges Umgebindehaus, Giebelverschieferung, ornamentale Umgebinde-Verkleidung, straßenbildprägend, baugeschichtlich von Bedeutung | 09254933 |
| Weitere Bilder                          | Wohnhaus (Umgebinde) mit Anbau | Hauptstraße 30 (Karte)                               | 1. Hälfte 19. Jahrhundert | Obergeschoss Fachwerk, zweifarbig verschiefert, Krüppelwalmdach mit drei Fledermausgaupen, ortsbildtypisch und straßenbildprägend, baugeschichtlich von Bedeutung | 09254876 |
| Direkt Bild zu diesem Denkmal hochladen | Gartenhaus | Hauptstraße 31 (bei) (Karte)                         | Um 1900 | Hölzern mit Säulen-Portikus und Verzierungen, kultur- und baugeschichtlich von Bedeutung | 09254965 |
| Weitere Bilder                          | Wohnhaus (Umgebinde) mit rückwärtigem Anbau | Hauptstraße 32 (Karte)                               | Um 1850 | Eingeschossiges Umgebindehaus, Giebel zweifarbig verschiefert, zweigeschossiger Anbau zur Gartenseite, sehr gut im ursprünglichen Aussehen erhaltenes Beispiel regionaltypischer Holzbauweise, baugeschichtlich von Bedeutung | 09254877 |
| Direkt Bild zu diesem Denkmal hochladen | Wohnhaus (Umgebinde) mit Anbau, Faktorenhaus | Hauptstraße 33 (Karte)                               | Bezeichnet mit 1800, später erweitert | Mächtiger Bau mit Mansarddach, Obergeschoss Fachwerk, hübsches Korbbogenportal, bezeichnet mit 1719 über der Auskragung des Portal-Schlusssteins, Umgebinde mit Kopfbändern, ortsbildprägend, baugeschichtlich und ortsgeschichtlich von Bedeutung | 09254864 |
| Weitere Bilder                          | Wohnhaus (Umgebinde) und Plumpenhäusel vor dem Haus | Hauptstraße 34 (Karte)                               | Um 1850 | Obergeschoss Fachwerk zweifarbig ornamental verschiefert, weitgehend im regionaltypischen Aussehen erhalten, Plumpenhäusel eines der wenigen erhaltenen in der Oberlausitz, baugeschichtlich von Bedeutung | 09254878 |
| Direkt Bild zu diesem Denkmal hochladen | Wohnhaus (Umgebinde), ohne seitlichen Anbau | Hauptstraße 35 (Karte)                               | 1. Hälfte 19. Jahrhundert, womöglich später                                                                                                  | Obergeschoss Fachwerk verkleidet, Korbbogenportal, Beispiel regionaltypischer Bauweise, baugeschichtlich von Bedeutung | 09254863 |
| Weitere Bilder                          | Wohnhaus (Umgebinde) | Hauptstraße 38 (Karte)                               | Bezeichnet mit 1854 | Obergeschoss Fachwerk mit regionaltypischem Ständerengstand, Dachhecht, Umgebinde-Ständer profiliert, straßenbildprägend, baugeschichtlich von Bedeutung | 09254879 |
| Weitere Bilder                          | Wohnhaus (Umgebinde) | Hauptstraße 40 (Karte)                               | 1. Hälfte 19. Jahrhundert | Obergeschoss Fachwerk verbrettert, Dachhecht, profilierte Umgebinde-Ständer, schönes Korbbogenportal, straßenbildprägend, baugeschichtlich von Bedeutung | 09254880 |
| Direkt Bild zu diesem Denkmal hochladen | Wohnhaus, Umgebinde | Hauptstraße 41 (Karte)                               | 19. Jahrhundert | Baugeschichtlich bedeutsam | 09306275 |
| Direkt Bild zu diesem Denkmal hochladen | Wohnhaus (Umgebinde) eines Bauernhofes, mit Anbauten | Hauptstraße 42 (Karte)                               | Um 1800 | Obergeschoss Fachwerk mit regionaltypischem Ständer-Engstand, ornamentale Giebelverschieferung, Umgebinde-Ständer profiliert, straßenseitiger Anbau am Eingang von zwei Säulen getragen, im Ort singuläres, reizvolles Konglomerat verschiedener Bauphasen, in ortsbildprägender Lage, baugeschichtlich von Bedeutung | 09254873 |
|                                         | Faktorenhaus (Umgebinde) | Hauptstraße 43 (Karte)                               | 18. Jahrhundert | Obergeschoss Fachwerk, Giebel zweifarbig verschiefert, reich profiliertes Türgewände mit Akantusranken, hofseitiges Portal mit Bezeichnung 1717, eines der stattlichsten Gebäude des Ortes, ortsgeschichtlich und baugeschichtlich von Bedeutung | 09254858 |
| Direkt Bild zu diesem Denkmal hochladen | Wohnhaus (Umgebinde) eines Bauernhofes | Hauptstraße 46 (Karte)                               | 2. Hälfte 19. Jahrhundert | Obergeschoss Fachwerk verschiefert, Umgebinde zum Hof, gut im ursprünglichen Aussehen erhaltenes Beispiel der späten Holzbauweise, baugeschichtlich von Bedeutung | 09254881 |
| Weitere Bilder                          | Faktorenhaus (Umgebinde), Seitengebäude (ohne massiven Einbau) und Scheune eines Dreiseithofes sowie Einfriedung | Hauptstraße 47 (Karte)                               | Mitte 18. Jahrhundert | Faktorenhaus: Obergeschoss Fachwerk zweifarbig verschiefert, Krüppelwalmdach mit fünf Fledermausgaupen, schönes Korbbogenportal, eines der ortsbildprägenden Gebäude, bemerkenswerte Holzscheune, drittes Gebäude mit Fachwerk-Obergeschoss und steilem Walmdach, ortsgeschichtlich und baugeschichtlich von Bedeutung | 09254814 |
|                                         | Wohnhaus mit Laden | Hauptstraße 48 (Karte)                               | Um 1880 | Klassizistischer Putzbau, an straßenbildprägender Stelle gelegen, baugeschichtlich von Bedeutung | 09254882 |
| Weitere Bilder                          | Wohnhaus (Umgebinde) mit Anbauten zur Straße (ohne rückwärtigen Fabrikanbau) | Hauptstraße 49 (Karte)                               | Um 1800 (Wohnhaus); um 1900 (Anbauten) | Wohnhaus: Obergeschoss Fachwerk verschiefert, angebauter Kopfbau: mit Fachwerk-Obergeschoss und doppeltem Krüppelwalmgiebel (Anklang an den Schweizerstil), gewachsenes Ensemble, singulär im Ort, auch von architektonischem Interesse, ortsgeschichtlich und baugeschichtlich von Bedeutung, Kopfbau einer einstigen Bürstenfabrik | 09254815 |
| Direkt Bild zu diesem Denkmal hochladen | Wohnhaus (Umgebinde) | Hauptstraße 51 (Karte)                               | 1878 laut Auskunft, Kern womöglich älter | Obergeschoss Fachwerk, zum Teil verkleidet, Krüppelwalmdach mit fünf Fledermausgaupen, profilierte Umgebinde-Ständer, Korbbogenportal, im ursprünglichen Aussehen wieder hergestellt, ortsbildprägend, baugeschichtlich von Bedeutung | 09254816 |
| Weitere Bilder                          | Wohnhaus (Umgebinde) | Hauptstraße 52 (Karte)                               | Um 1800 | Doppelstubenhaus, Obergeschoss Fachwerk, zweifarbig verschiefert, profilierte Umgebinde-Ständer, schönes Korbbogenportal mit barocker Haustür, straßenbildprägendes Gebäude in regionaltypischer Holzbauweise, baugeschichtlich von Bedeutung | 09254866 |
| Direkt Bild zu diesem Denkmal hochladen | Wohnhaus (Umgebinde) | Hauptstraße 54 (Karte)                               | Bezeichnet mit 1848 | Obergeschoss Fachwerk verbrettert, Umgebinde-Ständer profiliert, Granit-Türstock, weitgehend im regionaltypischen Aussehen erhalten, baugeschichtlich von Bedeutung | 09254865 |
| Direkt Bild zu diesem Denkmal hochladen | Wohnhaus | Hauptstraße 63 (Karte)                               | Um 1850 | Obergeschoss Fachwerk verkleidet, regionaltypische Bauweise, baugeschichtlich von Bedeutung | 09254820 |
| Direkt Bild zu diesem Denkmal hochladen | Wohnhaus | Hauptstraße 68 (Karte)                               | 1920er Jahre | Massiv im traditionalistischen Stil der 1920er Jahre, mit Holzbogen überfangener Eingang, baugeschichtlich von Bedeutung | 09254836 |
| Direkt Bild zu diesem Denkmal hochladen | Wohnhaus (Umgebinde) mit bemerkenswertem Ladenanbau in Umgebindekonstruktion | Hauptstraße 71 (Karte)                               | Bezeichnet mit 1866, im Kern älter | Obergeschoss Fachwerk verkleidet, profilierte Umgebinde-Ständer, Korbbogenportal mit Bezeichnung 1866, straßenbildprägend, baugeschichtlich von Bedeutung | 09254800 |
| Direkt Bild zu diesem Denkmal hochladen | Wohnhaus (Umgebinde) | Hauptstraße 74 (Karte)                               | 1. Hälfte 19. Jahrhundert | Obergeschoss Fachwerk verbrettert, Giebelseite ornamental verschiefert, Dachhecht, weitgehend ursprünglich erhaltenes Beispiel hiesiger Holzbauweise in einem reizvollen Ambiente, baugeschichtlich von Bedeutung | 09254835 |
|                                         | Wohnhaus | Hauptstraße 76 (Karte)                               | 18. Jahrhundert | Breitgelagerter Baukörper, Obergeschoss Fachwerk, gestalterisch anspruchsvoll verbrettert mit Säulchen und Diamantquadern, schöner Dachhecht, Bestandteil einer reizvollen Auensituation, im originalen Aussehen erhalten, baugeschichtlich von Bedeutung | 09254831 |
| Direkt Bild zu diesem Denkmal hochladen | Wohnhaus (Umgebinde) mit zwei Hausnummern | Hauptstraße 77, 79 (Karte)                           | Um 1800 | Eingeschossig, trotz Veränderungen in der Konstruktion erhalten und straßenbildprägend, baugeschichtlich von Bedeutung | 09254787 |
| Direkt Bild zu diesem Denkmal hochladen | Wohnhaus (Umgebinde) | Hauptstraße 78 (Karte)                               | 18. Jahrhundert | Obergeschoss Fachwerk verkleidet, Zeugnis der ländlichen Holzbauweise, Bestandteil einer reizvollen Auensituation, baugeschichtlich von Bedeutung | 09254832 |
| Direkt Bild zu diesem Denkmal hochladen | Wohnhaus (Umgebinde) | Hauptstraße 80 (Karte)                               | Um 1800 | Obergeschoss Fachwerk verschiefert, Giebelseite verbrettert, Dachhecht, Bestandteil eines reizvollen, im ursprünglichen Aussehen weitgehend erhaltenen Ambientes, baugeschichtlich von Bedeutung | 09254833 |
| Direkt Bild zu diesem Denkmal hochladen | Wohnhaus (Umgebinde) mit rückwärtigem Anbau, womöglich einst Faktorei | Hauptstraße 81 (Karte)                               | Um 1800 | Breitgelagerter Baukörper aus mehreren Bauphasen, Obergeschoss Fachwerk, überwiegend verbrettert, Krüppelwalmdach mit vier Fledermausgaupen, Umgebinde-Ständer profiliert, Korbbogenportal, trägt wesentlich zum Ortsbild bei, baugeschichtlich von Bedeutung | 09254788 |
|                                         | Wohnhaus (Umgebinde) | Hauptstraße 86 (Karte)                               | 18. Jahrhundert | Ortstypischer breiter Baukörper, Obergeschoss Fachwerk verkleidet, Umgebinde-Konstruktion mit Kopfbändern, prägt die Umgebungsstruktur mit, baugeschichtlich von Bedeutung | 09254830 |
| Weitere Bilder                          | Wohnhaus (Umgebinde) | Hauptstraße 88 (Karte)                               | 1. Hälfte 19. Jahrhundert | Obergeschoss Fachwerk verkleidet, Korbbogenportal, Beitrag zum Straßenbild, baugeschichtlich von Bedeutung | 09254828 |
|                                         | Wohnhaus (Umgebinde) | Hauptstraße 92 (Karte)                               | Vor 1800 | Obergeschoss Fachwerk verkleidet, Umgebinde-Ständer profiliert, trotz leichter Veränderungen im Erdgeschoss architektonisch interessant und Überrest des umgebenden einstigen Auenbildes, baugeschichtlich von Bedeutung | 09254825 |
| Direkt Bild zu diesem Denkmal hochladen | Wohnhaus (Umgebinde) | Hauptstraße 93 (Karte)                               | Bezeichnet mit 1719, Umbau bezeichnet mit 1891                                                                                               | Obergeschoss Fachwerk, aufwendig ornamental verbrettert (kannelierte Pilaster u. a.), profilierte Umgebinde-Ständer, Korbbogenportal zum Hof und zur Straße, eines der herausragenden Gebäude des Ortes, an bildprägender Stelle, baugeschichtlich von Bedeutung | 09254789 |
| Direkt Bild zu diesem Denkmal hochladen | Wohnhaus (Umgebinde) ohne massive Anbauten | Hauptstraße 95 (Karte)                               | 18. Jahrhundert | Obergeschoss Fachwerk, Giebelseite ornamental verschiefert, sonst verbrettert, gedrungener Baukörper, weitgehend erhaltenes Zeugnis ortstypischer Holzbauweise, baugeschichtlich von Bedeutung | 09254792 |
| Direkt Bild zu diesem Denkmal hochladen | Wohnhaus (Umgebinde-Rest) und Seitengebäude (Umgebinde) eines Hakenhofes | Hauptstraße 96 (Karte)                               | 1. Hälfte 19. Jahrhundert | Wohnhaus: Obergeschoss Fachwerk verschiefert, Zeugnis der alten Volksbauweise an straßenbildprägender Stelle, baugeschichtlich von Bedeutung | 09254826 |
| Direkt Bild zu diesem Denkmal hochladen | Faktorenhaus (Umgebinde) | Hauptstraße 97 (Karte)                               | 2. Hälfte 18. Jahrhundert | Mächtiger Baukörper mit Mansarddach, Obergeschoss Fachwerk, profilierte Umgebinde-Ständer, eines der bemerkenswertesten Gebäude des Ortes, an entscheidend ortsbildprägender Stelle, baugeschichtlich von Bedeutung | 09254772 |
| Direkt Bild zu diesem Denkmal hochladen | Wohnhaus (Umgebinde) | Hauptstraße 98 (Karte)                               | Bezeichnet mit 1864 | Doppelstubenhaus, Obergeschoss Fachwerk verkleidet, profilierte Umgebinde-Ständer, straßenbildprägend, baugeschichtlich von Bedeutung | 09254827 |
| Direkt Bild zu diesem Denkmal hochladen | Wohnhaus (Umgebinde), ohne massiven Anbau | Hauptstraße 99 (Karte)                               | Bezeichnet mit 1865 | Obergeschoss Fachwerk verkleidet, teilweise verbrettert, profilierte Umgebinde-Ständer, Granit-Türstock, trotz fragmentarischem Charakter noch Beispiel für die ortstypische, bildprägende Architektur, baugeschichtlich von Bedeutung | 09254773 |
|                                         | Wohnhaus (Umgebinde) | Hauptstraße 100 (Karte)                              | 19. Jahrhundert | Hohes Krüppelwalmdach, baugeschichtlich bedeutsam | 09306277 |
| Direkt Bild zu diesem Denkmal hochladen | Wohnhaus (Umgebinde), ohne massiven Anbau | Hauptstraße 101 (Karte)                              | Um 1850, Kern womöglich älter | Doppelstubenhaus, Obergeschoss Fachwerk, Giebelseite verkleidet, profilierte Umgebinde-Ständer, an straßenbildprägender Stelle, baugeschichtlich von Bedeutung | 09254757 |
| Direkt Bild zu diesem Denkmal hochladen | Wohnhaus (Umgebinde) | Hauptstraße 102 (Karte)                              | 2. Hälfte 18. Jahrhundert | Eingeschossiges Doppelstubenhaus, Teil der Auenbebauung, baugeschichtlich von Bedeutung | 09254824 |
| Direkt Bild zu diesem Denkmal hochladen | Wohnhaus | Hauptstraße 107 (Karte)                              | Um 1800 | Obergeschoss Fachwerk verkleidet, Dachhecht, straßenbildprägend, baugeschichtlich von Bedeutung | 09254758 |
| Direkt Bild zu diesem Denkmal hochladen | Wohnhaus (ohne massiven Anbau im Winkel) | Hauptstraße 110 (Karte)                              | 2. Hälfte 18. Jahrhundert | Obergeschoss Fachwerk, Korbbogenportal, alter Baukörper, Bestandteil des alten Straßenbildes, baugeschichtlich von Bedeutung | 09254823 |
| Direkt Bild zu diesem Denkmal hochladen | Wohnhaus (ohne seitlichen Anbau) | Hauptstraße 112 (Karte)                              | Vor 1800 | Obergeschoss Fachwerk verkleidet, Krüppelwalmdach mit drei Fledermausgaupen, Zeugnis des alten Orts- und Straßenbildes, baugeschichtlich von Bedeutung | 09254822 |
| Direkt Bild zu diesem Denkmal hochladen | Wohnhaus (Umgebinde) | Hauptstraße 113 (Karte)                              | 1. Hälfte 19. Jahrhundert | Eingeschossiges Doppelstubenhaus, ländlicher Überrest der Auenbebauung, baugeschichtlich von Bedeutung | 09254759 |
| Weitere Bilder                          | Wohnhaus (Umgebinde) | Hauptstraße 123 (Karte)                              | 18. Jahrhundert | Obergeschoss Fachwerk, Giebelseite ornamental verschiefert, alte Umgebinde-Konstruktion (Kopfbänder), baugeschichtlich von Bedeutung | 09254760 |
| Direkt Bild zu diesem Denkmal hochladen | Wohnhaus, Umgebinde | Hauptstraße 124 (Karte)                              | 19. Jahrhundert | Baugeschichtlich bedeutsam | 09306278 |
| Weitere Bilder                          | Wohnhaus (Umgebinde) | Hauptstraße 125 (Karte)                              | Um 1850 | Eingeschossiges Doppelstubenhaus, Giebel Fachwerk, profilierte Umgebinde-Stützen, Bestandteil einer gut erhaltenen Umgebungsstruktur, baugeschichtlich von Bedeutung | 09254762 |
| Weitere Bilder                          | Wohnhaus (Umgebinde) mit Anbau | Hauptstraße 127 (Karte)                              | 1. Hälfte 19. Jahrhundert | Obergeschoss Fachwerk, ornamental zweifarbig verschiefert, profilierte Umgebinde-Stützen, schöner Dachhecht, straßenbildprägend, baugeschichtlich von Bedeutung | 09254763 |
| Direkt Bild zu diesem Denkmal hochladen | Wohnhaus (Umgebinde) mit Anbau | Hauptstraße 129 (Karte)                              | 1. Hälfte 19. Jahrhundert | Doppelstubenhaus, Obergeschoss Fachwerk, teilweise verschiefert, teilweise verbrettert, im ursprünglichen Aussehen weitgehend erhaltenes Beispiel der Holzbauweise, integrativer Bestandteil der umgebenden Auenbebauung, baugeschichtlich von Bedeutung | 09254741 |
| Direkt Bild zu diesem Denkmal hochladen | Wohnhaus (Umgebinde) | Hauptstraße 131 (Karte)                              | 1. Hälfte 19. Jahrhundert | Eingeschossiges Doppelstubenhaus, wichtiger Strukturteil der umgebenden Auenbebauung, baugeschichtlich von Bedeutung | 09254740 |
| Direkt Bild zu diesem Denkmal hochladen | Faktorenhaus und Seitengebäude im Winkel | Hauptstraße 132 (Karte)                              | Bezeichnet mit 1718 | Hauptbau und Nebengebäude mit Fachwerk-Obergeschoss, verschiefert, stattliche Haushalle, ortsgeschichtlich und baugeschichtlich von Bedeutung | 09254798 |
| Direkt Bild zu diesem Denkmal hochladen | Brücke zum Steinweg | Hauptstraße 132 (gegenüber) (Karte)                  | 19. Jahrhundert | Haustein-Bogenbrücke, baugeschichtlich von Bedeutung | 09254801 |
| Direkt Bild zu diesem Denkmal hochladen | Wohnstallhaus eines Bauernhofes | Hauptstraße 136 (Karte)                              | 1. Hälfte 19. Jahrhundert | Breitgelagerter Baukörper, Obergeschoss Fachwerk verkleidet, Dachhecht, ortsbildtypisch, baugeschichtlich von Bedeutung | 09254783 |
| Direkt Bild zu diesem Denkmal hochladen | Wohnhaus (Umgebinde), ohne Anbau | Hauptstraße 137 (Karte)                              | Mitte 18. Jahrhundert | Obergeschoss Fachwerk, zweifarbig verschiefert, zum Teil sehr altes Umgebinde, in der ursprünglichen Konstruktion erhaltener Bestandteil der Ortsstruktur, baugeschichtlich von Bedeutung | 09254736 |
| Direkt Bild zu diesem Denkmal hochladen | Wohnhaus (Umgebinde) mit Einfriedung | Hauptstraße 138 (Karte)                              | Bezeichnet mit 1887, im Kern wohl älter | Doppelstubenhaus, Obergeschoss Fachwerk mit regionaltypisch engstehenden Ständern, profilierte Umgebinde-Ständer, schöner Dachhecht, straßenbildprägend, baugeschichtlich von Bedeutung | 09254784 |
| Weitere Bilder                          | Wohnhaus (Umgebinde) mit Anbau | Hauptstraße 141 (Karte)                              | Um 1850 | Obergeschoss Fachwerk, zweifarbig verschiefert, Umgebinde-Stützen profiliert, sehr schöner Dachhecht, straßenbildprägend, baugeschichtlich von Bedeutung | 09254735 |
| Direkt Bild zu diesem Denkmal hochladen | Wohnhaus (Umgebinde) | Hauptstraße 142 (Karte)                              | 18. Jahrhundert | Obergeschoss Fachwerk verkleidet, mit vorderem Anbau mit Fachwerk-Obergeschoss, baugeschichtlich bedeutsam | 09306279 |
| Direkt Bild zu diesem Denkmal hochladen | Wohnhaus | Hauptstraße 145 (Karte)                              | 2. Hälfte 18. Jahrhundert | Obergeschoss Fachwerk, zum Teil ornamental verbrettert, Krüppelwalmdach mit drei Gaupen, in hohem Maße straßenbildprägend, baugeschichtlich von Bedeutung | 09254734 |
| Direkt Bild zu diesem Denkmal hochladen | Wohnhaus (Umgebinde) | Hauptstraße 146 (Karte)                              | 18. Jahrhundert | Obergeschoss Fachwerk zweifarbig verschiefert, barockes Portal mit barocker Tür, baugeschichtlich bedeutsam | 09306280 |
| Direkt Bild zu diesem Denkmal hochladen | Wohnhaus | Hauptstraße 148 (Karte)                              | 1. Hälfte 19. Jahrhundert | Ehemaliges Umgebindehaus, Obergeschoss Fachwerk, zweifarbig verschiefert, ortstypisches Gebäude mit erhaltener Holzkonstruktion, baugeschichtlich von Bedeutung | 09254799 |
| Direkt Bild zu diesem Denkmal hochladen | Ehemaliges Postamt | Hauptstraße 150 (Karte)                              | Ende 19. Jahrhundert | Klinker, historistisch, baugeschichtlich und ortshistorisch von Bedeutung | 09254797 |
| Direkt Bild zu diesem Denkmal hochladen | Wohnhaus (Umgebinde) mit Anbau und Laden | Hauptstraße 152 (Karte)                              | Um 1800 | Obergeschoss Fachwerk verkleidet, Laden geschickt angefügt, baugeschichtlich von Bedeutung | 09254796 |
| Direkt Bild zu diesem Denkmal hochladen | Wohnhaus (Umgebinde) mit angebautem Flügel nach hinten | Hauptstraße 155 (Karte)                              | Bezeichnet mit 1835 | Obergeschoss Fachwerk, Umgebinde-Stützen profiliert, schönes Korbbogenportal, wohl Faktorenhaus, straßenbildprägend, baugeschichtlich von Bedeutung | 09254721 |
| Direkt Bild zu diesem Denkmal hochladen | Wohnstallhaus eines Bauernhofes | Hauptstraße 156 (Karte)                              | 18. Jahrhundert | Obergeschoss verbrettertes Fachwerk, in der Holzkonstruktion weitgehend erhalten, baugeschichtlich von Bedeutung | 09254795 |
| Direkt Bild zu diesem Denkmal hochladen | Wohnhaus (Umgebinde) | Hauptstraße 158 (Karte)                              | Bezeichnet mit 1845 | Doppelstubenhaus, Obergeschoss verschiefertes Fachwerk, Krüppelwalmdach mit drei Fledermausgaupen, Granit-Türstock, baugeschichtlich von Bedeutung | 09254793 |
|                                         | Wohnhaus (Umgebinde) | Hauptstraße 159 (Karte)                              | Um 1900 | Historisierender Klinkerbau mit pittoresker Umgebinde-Konstruktion, Holzverzierungen im Schweizerstil, Objekt zitiert Elemente der Volksbauweise und verbindet sie mit einer durch den frühen Tourismus beeinflussten Architektur, gut im ursprünglichen Zustand erhalten, hausgeschichtlich und baugeschichtlich von Bedeutung | 09254720 |
| Direkt Bild zu diesem Denkmal hochladen | Villa | Hauptstraße 160 (Karte)                              | Um 1900 | Teils zwei-, teils anderthalbgeschossig, historisierend mit hohem Anspruch, Eckturm mit großer Haube, Giebel mit Zierfachwerk, verschiedene Fensterformate, baugeschichtlich bedeutsam | 09306281 |
| Weitere Bilder                          | Wohnhaus (Umgebinde) auf Hakengrundriss | Hauptstraße 161 (Karte)                              | 1. Hälfte 19. Jahrhundert | Obergeschoss Fachwerk, zweifarbig verschiefert, schöner Dachhecht, baugeschichtlich von Bedeutung | 09254719 |
| Direkt Bild zu diesem Denkmal hochladen | Wohnhaus (Umgebinde) | Hauptstraße 162 (Karte)                              | Um 1800 | Obergeschoss Fachwerk, profilierte Umgebinde-Ständer, für das Ortsbild typisch, baugeschichtlich von Bedeutung | 09254794 |
| Direkt Bild zu diesem Denkmal hochladen | Wohnhaus (Umgebinde) | Hauptstraße 163 (Karte)                              | 1912 | Mit Baujahr 1912 eines der letzten Umgebindehäuser, Heimatstil, baugeschichtlich bedeutsam | 09306282 |
| Direkt Bild zu diesem Denkmal hochladen | Wohnhaus (Umgebinde) mit rückwärtigem Anbau | Hauptstraße 164 (Karte)                              | Bezeichnet mit 1846 | Obergeschoss Fachwerk mit Verbretterung, Krüppelwalmdach mit fünf Fledermausgaupen, profilierter Granit-Türstock, straßenbildprägend, baugeschichtlich von Bedeutung | 09254771 |
| Weitere Bilder                          | Wohnhaus (Umgebinde) | Hauptstraße 165 (Karte)                              | Bezeichnet mit 1862 | Obergeschoss Fachwerk verbrettert, Krüppelwalmdach mit drei Fledermausgaupen, Umgebinde-Stützen profiliert, baugeschichtlich von Bedeutung | 09254716 |
| Direkt Bild zu diesem Denkmal hochladen | Faktorenhaus der Faktorei Neumann | Hauptstraße 166 (Karte)                              | Bezeichnet mit 1727 | Mit einstigem Nebengebäude Nr. 168 (bis auf Fassade abgerissen) einen Hof bildend; Obergeschoss Fachwerk querverbrettert, mit Holzpilastern gegliedert, prächtiges barockes Portal, über Schlussstein Rocaille mit Inschrift, eines der ortsgeschichtlich und baugeschichtlich wertvollsten Objekte im Ort | 09254769 |
| Direkt Bild zu diesem Denkmal hochladen | Fassade des Nebengebäudes der Faktorei Neumann (Bau ansonsten vor 2010 abgebrochen) und Torbogen, ursprünglich Teil des benachbarten Faktorenhauses (Hauptstraße 166) | Hauptstraße 168 (Karte)                              | Bezeichnet mit 1868 (Toreinfahrt); um 1910 (Fassade)                                                                                         | Hauptbau zweigeschossig mit ausgebautem Mansarddach und mehreren Giebeln, städtischer Anspruch, Nebengebäude schlichter und später, beides auch im Zusammenhang baugeschichtlich bedeutsam | 09254770 |
| Direkt Bild zu diesem Denkmal hochladen | Wohn- und Geschäftshaus und Nebengebäude | Hauptstraße 170 (Karte)                              | Um 1910 | Fassade um 1910 neoklassizistisch geprägt, schönes Portal mit Sprenggiebel, singuläre Erscheinung im Ortsbild, baugeschichtlich und ortsgeschichtlich von Bedeutung | 09306283 |
| Direkt Bild zu diesem Denkmal hochladen | Wohnhaus (Umgebinde) | Hauptstraße 172 (Karte)                              | Um 1850 | Eingeschossiges Umgebindehaus, Zeugnis des alten Ortsbildes ländlicher Bauart, baugeschichtlich von Bedeutung | 09254768 |
| Direkt Bild zu diesem Denkmal hochladen | Wohnhaus (Umgebinde) | Hauptstraße 173 (Karte)                              | Um 1800 | Obergeschoss Fachwerk verkleidet, Dachhecht, baugeschichtlich von Bedeutung | 09254710 |
| Direkt Bild zu diesem Denkmal hochladen | Wohnhaus mit rückwärtigem Anbau | Hauptstraße 177 (Karte)                              | 18. Jahrhundert | Wahrscheinlich ehemals Umgebindehaus, Obergeschoss Fachwerk verbrettert, Krüppelwalmdach mit drei Fledermausgaupen, straßenbildprägendes Beispiel der Oberlausitzer Holzbauweise, baugeschichtlich von Bedeutung | 09254709 |
| Weitere Bilder                          | Wohnhaus (Umgebinde) mit Anbau | Hauptstraße 180 (Karte)                              | Um 1800 | Obergeschoss Fachwerk verschiefert, Umgebinde-Stützen profiliert, straßenbildprägend, baugeschichtlich von Bedeutung | 09254767 |
| Direkt Bild zu diesem Denkmal hochladen | Schule | Hauptstraße 181 (Karte)                              | Bezeichnet mit 1842 | Stattliches massives Schulgebäude, schönes Portal, ortshistorisch von Bedeutung | 09254707 |
|                                         | Wohnhaus (Umgebinde) | Hauptstraße 183 (Karte)                              | 1. Hälfte 19. Jahrhundert | Eingeschossiges Umgebindehaus, Giebel zweifarbig verschiefert, straßenbildprägend, baugeschichtlich von Bedeutung | 09254706 |
| Weitere Bilder                          | Wohnhaus (Umgebinde) | Hauptstraße 184 (Karte)                              | 1. Hälfte 19. Jahrhundert | Eingeschossiges Umgebindehaus, Umgebinde-Ständer profiliert, baugeschichtlich von Bedeutung | 09254765 |
| Direkt Bild zu diesem Denkmal hochladen | Wohnhaus (Umgebinde) | Hauptstraße 185 (Karte)                              | Um 1800 | Obergeschoss Fachwerk, Dachhecht, baugeschichtlich von Bedeutung | 09254705 |
| Direkt Bild zu diesem Denkmal hochladen | Wohnhaus (Umgebinde) | Hauptstraße 186 (Karte)                              | 1. Hälfte 19. Jahrhundert | Obergeschoss Fachwerk verkleidet, alter Baukörper weitgehend erhalten, Bestandteil des Straßenbildes, baugeschichtlich von Bedeutung | 09254764 |
| Direkt Bild zu diesem Denkmal hochladen | Wohnhaus (Umgebinde), davor Steindeckerbrücke | Hauptstraße 187 (Karte)                              | 2. Hälfte 18. Jahrhundert | Doppelstubenhaus, Obergeschoss Fachwerk verschiefert, Umgebinde-Konstruktion mit profilierten Stützen, in alter Form erhaltenes Beispiel Oberlausitzer Holzbauweise, baugeschichtlich von Bedeutung | 09254704 |
|                                         | Wohnhaus (Umgebinde) | Hauptstraße 188 (Karte)                              | 1. Hälfte 19. Jahrhundert | Obergeschoss Fachwerk verkleidet, Umgebinde-Stützen profiliert, straßenbildprägend, baugeschichtlich von Bedeutung | 09254732 |
| Weitere Bilder                          | Wohnhaus (Umgebinde) | Hauptstraße 189 (Karte)                              | Mitte 18. Jahrhundert, Verbretterung jünger                                                                                                  | Doppelstubenhaus, Obergeschoss Fachwerk verbrettert (mit Ecklisenen), profilierte Umgebinde-Stützen, wertvolles Korbbogenportal mit altem Türblatt, baugeschichtlich von Bedeutung | 09254702 |
| Direkt Bild zu diesem Denkmal hochladen | Wohnhaus, ohne Anbau | Hauptstraße 190 (Karte)                              | 18. Jahrhundert | Obergeschoss Fachwerk, zweifarbig verschiefert, im ursprünglichen Aussehen erhaltenes Beispiel der Holzbauweise, baugeschichtlich von Bedeutung | 09254725 |
|                                         | Wohnhaus (Umgebinde) | Hauptstraße 191 (Karte)                              | 2. Hälfte 18. Jahrhundert | Obergeschoss Fachwerk, Giebelseite verkleidet, Dachhecht, baugeschichtlich von Bedeutung | 09254703 |
| Direkt Bild zu diesem Denkmal hochladen | Wohnhaus | Hauptstraße 196 (Karte)                              | 2. Hälfte 18. Jahrhundert | Ehemaliges Umgebindehaus, Obergeschoss Fachwerk, zweifarbig ornamental verschiefert, straßenbildprägend, baugeschichtlich von Bedeutung | 09254733 |
| Direkt Bild zu diesem Denkmal hochladen | Faktorenhaus (Umgebinde) | Hauptstraße 197 (Karte)                              | Bezeichnet mit 1802 | Stattlich, Obergeschoss Fachwerk, fünf Fledermausgaupen, Umgebinde-Stützen profiliert, barockes Korbbogenportal mit Bezeichnung und barocker Tür, nach hinten ebenfalls Korbbogenportal, ortsbildprägend, ortsgeschichtlich und baugeschichtlich von Bedeutung | 09254696 |
| Direkt Bild zu diesem Denkmal hochladen | Dreiseithof mit Wohnstallhaus (Umgebinde), zwei Scheunen und Hofmauer | Hauptstraße 203 (Karte)                              | Um 1850 (Wohnstallhaus); 1. Hälfte 19. Jahrhundert (Scheune)                                                                                 | Wohnhaus Obergeschoss Fachwerk verschiefert, alles Krüppelwalmdächer. Großer, geschlossen erhaltener Bauernhof an der Hauptstraße, baugeschichtlich von Bedeutung. | 09254967 |
| Direkt Bild zu diesem Denkmal hochladen | Wohnhaus (Umgebinde) mit Anbau | Hauptstraße 204 (Karte)                              | 18. Jahrhundert | Obergeschoss Fachwerk verschiefert, profilierte Umgebinde-Stützen, Korbbogenportal, typisches Zeugnis Oberlausitzer Holzbauweise, straßenbildprägend, baugeschichtlich von Bedeutung | 09254722 |
| Direkt Bild zu diesem Denkmal hochladen | Wohnstallhaus (Umgebinde) eines Bauernhofes | Hauptstraße 205 (Karte)                              | Um 1850 | Obergeschoss Fachwerk zweifarbig verschiefert, landschaftstypisch, baugeschichtlich von Bedeutung | 09254688 |
| Weitere Bilder                          | Wohnhaus (Umgebinde) | Hauptstraße 211 (Karte)                              | Um 1905 | Eineinhalbgeschossiges Umgebindehaus, Fachwerkgiebel mit Anklängen an den Schweizerstil, zeigt Einfluss des frühen Tourismus und zitiert herkömmliche ländliche Bauweise, an straßenbildprägender Stelle, baugeschichtlich von Bedeutung | 09254838 |
| Weitere Bilder                          | Wohnhaus (Umgebinde) | Hauptstraße 212 (Karte)                              | 1. Hälfte 19. Jahrhundert | Eingeschossiges Umgebindehaus, profilierte Umgebinde-Stützen, Konstruktion erhalten, baugeschichtlich von Bedeutung | 09254714 |
|                                         | Vierseithof mit Wohnstallhaus (Umgebinde), drei Scheunen und Stallgebäuden, diese zum Hufeisen aneinandergebaut, dazu ein an die östliche Scheune angebautes kleines weiteres Nebengebäude                                                                                 | Hauptstraße 213 (Karte)                              | Bezeichnet mit 1771 (Wohnstallhaus); 18. Jh. (Stall, Seitengebäude, Scheune)                                                                 | Wohnstallhaus Obergeschoss zweifarbig verschiefert, Krüppelwalmdach mit Fledermausgaupen, Korbbogenportal, zur Straße mit eingeschossigem Vorbau über die Hauslänge, südliche Scheune mit Turm, ein vollständig und unverändert erhaltener Hof, baugeschichtlich von Bedeutung | 09254687 |
|                                         | Wohnhaus (Umgebinde) | Hauptstraße 214 (Karte)                              | 1. Hälfte 19. Jahrhundert | Obergeschoss Fachwerk (regionaltypischer Ständerengstand), Krüppelwalmdach, fünf Fledermausgaupen beseitigt, alter Baukörper, zum Straßenbild beitragend, baugeschichtlich von Bedeutung | 09254715 |
| Weitere Bilder                          | Faktorenhof Zentsch mit Faktorenhaus, drei Seitengebäuden sowie Einfriedungsmauer | Hauptstraße 214a (Karte)                             | Bezeichnet mit 1717 | Faktorenhaus (Wohnhaus eines Leinwandhändlers): stattliches Gebäude mit mächtigem Krüppelwalmdach und fünf Fledermausgaupen, Obergeschoss Fachwerk, ehemaliges Umgebindehaus, Erdgeschoss mit Putzgliederung, prächtiges barockes Sandsteinportal, reiche Innenausstattung (z. B. Wand- und Deckenvertäfelung), Seitengebäude mit Krüppelwalmdach, Ensemble von überregionaler Bedeutung, ortsgeschichtlich und baugeschichtlich von Bedeutung | 09254713 |
| Direkt Bild zu diesem Denkmal hochladen | Wohnhaus | Hauptstraße 216 (Karte)                              | 2. Hälfte 18. Jahrhundert | Obergeschoss verschiefertes Fachwerk, Krüppelwalmdach mit zwei Hechtgaupen, straßenbildprägendes Zeugnis alter Holzkonstruktion, baugeschichtlich von Bedeutung | 09254711 |
| Direkt Bild zu diesem Denkmal hochladen | Wohnhaus (Umgebinde), davor Handschwengelpumpe | Hauptstraße 217 (Karte)                              | 1. Hälfte 19. Jahrhundert | Eingeschossiges Umgebindehaus, Giebel Fachwerk, trotz Verbauungen zur Straßenseite hin noch überwiegend authentisch, baugeschichtlich von Bedeutung | 09254686 |
| Direkt Bild zu diesem Denkmal hochladen | Wohnhaus, mit Anbau | Hauptstraße 218 (Karte)                              | 1. Hälfte 19. Jahrhundert | Ehemaliges Umgebindehaus, Krüppelwalmdach mit Hechtgaupe, Obergeschoss Fachwerk, zweifarbig ornamental verschiefert, späterer Anbau im rechten Winkel, baugeschichtlich von Bedeutung | 09254712 |
| Direkt Bild zu diesem Denkmal hochladen | Wohnhaus (Umgebinde) | Hauptstraße 220 (Karte)                              | 1. Hälfte 19. Jahrhundert | Großes Wohnhaus, Obergeschoss Fachwerk verschiefert, Korbbogenportal, straßenbildprägendes Zeugnis der regionaltypischen Holzbauweise, baugeschichtlich von Bedeutung | 09254708 |
| Weitere Bilder                          | Wohnhaus (Umgebinde), Faktorenhaus der Faktorei Neumann | Hauptstraße 222 (Karte)                              | Bezeichnet mit 1809 | Obergeschoss Fachwerk verkleidet, Mansarddach über breitgelagertem Baukörper, Umgebinde-Stützen profiliert, Korbbogenportal, baugeschichtlich von Bedeutung | 09254701 |
|                                         | Wohnhaus (Umgebinde) | Hauptstraße 224 (Karte)                              | Bezeichnet mit 1827 | Obergeschoss Fachwerk zweifarbig verschiefert, Giebel verbrettert, profilierte Umgebinde-Stützen, schönes Korbbogenportal, Türstock bezeichnet mit 1827, straßenbildprägend, baugeschichtlich von Bedeutung | 09254700 |
|                                         | Faktorenhaus (Umgebinde), ohne Anbau | Hauptstraße 226 (Karte)                              | Um 1800 | Obergeschoss Fachwerk, Umgebinde-Stützen profiliert, straßenbildprägend, baugeschichtlich von Bedeutung | 09254699 |
| Direkt Bild zu diesem Denkmal hochladen | Wohnhaus | Hauptstraße 227 (Karte)                              | 1. Hälfte 19. Jahrhundert, womöglich älter                                                                                                   | Stattlich, Obergeschoss Fachwerk ornamental verschiefert, profilierter Türstock, baugeschichtlich von Bedeutung | 09254678 |
|                                         | Wohnhaus (Umgebinde) eines Vierseithofes | Hauptstraße 228 (Karte)                              | Um 1800 | Obergeschoss Fachwerk, ornamental zweifarbig verschiefert, straßenbildprägend, baugeschichtlich von Bedeutung | 09254698 |
| Direkt Bild zu diesem Denkmal hochladen | Wohnhaus (Umgebinde) | Hauptstraße 230 (Karte)                              | 2. Hälfte 18. Jahrhundert | Obergeschoss Fachwerk verschiefert, Krüppelwalmdach mit fünf Fledermausgaupen, Umgebinde-Stützen profiliert, Granit-Türstock, straßenbildprägend, baugeschichtlich von Bedeutung | 09254697 |
| Direkt Bild zu diesem Denkmal hochladen | Wohnstallhaus (Umgebinde) | Hauptstraße 234 (Karte)                              | Um 1850 | Fachwerk-Obergeschoss zweifarbig verschiefert, Umgebinde-Stützen profiliert, Granit-Türstock profiliert, baugeschichtlich von Bedeutung | 09254690 |
| Direkt Bild zu diesem Denkmal hochladen | Wohnhaus (Umgebinde) | Hauptstraße 236 (Karte)                              | Um 1850 | Eingeschossig, Giebel zweifarbig verschiefert, straßenbildprägend, baugeschichtlich von Bedeutung | 09254695 |
|                                         | Wohnhaus (Umgebinde) | Hauptstraße 246 (Karte)                              | Um 1850 | Doppelstubenhaus, Obergeschoss Fachwerk verschiefert, profilierter Türstock, straßenbildprägend, baugeschichtlich von Bedeutung | 09254694 |
| Weitere Bilder                          | Wohnhaus (Umgebinde) mit Anbau | Hauptstraße 248 (Karte)                              | 18. Jahrhundert, spätere Anbauten | Obergeschoss Fachwerk verschiefert, Umgebinde-Stützen profiliert; straßenbildprägend, baugeschichtlich von Bedeutung | 09254692 |
| Weitere Bilder                          | Wohnhaus (Umgebinde) | Hauptstraße 250 (Karte)                              | Um 1850 | Eingeschossig, Giebel verbrettert, Bestandteil der Auenbebauung, straßenbildprägend, baugeschichtlich von Bedeutung | 09254693 |
| Direkt Bild zu diesem Denkmal hochladen | Wohnhaus (Umgebinde) auf Hakengrundriss | Hauptstraße 254 (Karte)                              | Um 1850 | Obergeschoss Fachwerk verkleidet, straßenbildprägend, baugeschichtlich von Bedeutung | 09254685 |
| Direkt Bild zu diesem Denkmal hochladen | Wohnhaus (Umgebinde) | Hauptstraße 258 (Karte)                              | Um 1850 | Eingeschossiges Umgebindehaus, Relikt ursprünglicher Bebauung in einem ansonsten veränderten Ortssegment, baugeschichtlich von Bedeutung | 09254684 |
| Direkt Bild zu diesem Denkmal hochladen | Wohnhaus (Umgebinde) | Hauptstraße 262 (Karte)                              | Um 1800, Kern womöglich noch älter | Drei aneinandergebaute eingeschossige Baukörper, mit Umgebinde der hinterste Bauteil, großer Umgebinde-Überstand, ungewöhnliche Konstellation, baugeschichtlich von Bedeutung | 09254689 |
| Direkt Bild zu diesem Denkmal hochladen | Wohnhaus (Umgebinde) | Hauptstraße 264 (Karte)                              | Um 1900, im Kern älter | Obergeschoss Fachwerk verschiefert, laubenartiger Überbau der Eingangssituation, Umgebindekonstruktion mit profilierten Säulen, bau- und ortsgeschichtlich von Bedeutung | 09254683 |
| Direkt Bild zu diesem Denkmal hochladen | Nebengebäude | Hauptstraße 266 (Karte)                              | Um 1900 | Historisierender Bau in gelbem Klinker, anspruchsvoll gestalteter Giebel, bau- und ortsgeschichtlich von Bedeutung | 09305913 |
| Direkt Bild zu diesem Denkmal hochladen | Alte Näherei | Hauptstraße 272 (Karte)                              | 1910er Jahre | Fabrikgebäude mit mehreren Bauteilen, teils in Holzkonstruktion mit Umgebinde, der massive Eckbau wohl später, der östliche ältere Teil zweigeschossig mit ausgebautem Dach und aus der Fassade wachsendem Turm, Umgebinde- und Fachwerkreminiszenzen, im Ort singulärer Bau im Heimatstil, ortshistorisch relevant | 09254674 |
| Direkt Bild zu diesem Denkmal hochladen | Wohnhaus und Seitengebäude | Hauptstraße 274 (Karte)                              | Um 1800 (Wohnhaus); um 1850 (Auszugshaus) | Wohnhaus Krüppelwalmdach mit fünf Fledermausgaupen, Obergeschoss Fachwerk, zweifarbig verschiefert bzw. verbrettert, profiliertes Haustürgewände, Seitengebäude auf Straßenseite Obergeschoss Fachwerk, verschiefert bzw. verbrettert, straßenbildprägendes Ensemble, baugeschichtlich von Bedeutung | 09254675 |
| Direkt Bild zu diesem Denkmal hochladen | Wohnhaus (Umgebinde), ohne massives angebautes Wohnhaus | Hauptstraße 276 (Karte)                              | Bezeichnet mit 1848 | Obergeschoss Fachwerk zweifarbig verschiefert; profilierte Umgebinde-Stützen, Granit-Türstock, straßenbildprägend, baugeschichtlich von Bedeutung | 09254676 |
| Direkt Bild zu diesem Denkmal hochladen | Wohnhaus (Umgebinde) | Hauptstraße 282 (Karte)                              | Um 1850 | Eingeschossig mit Giebelverbretterung und profilierten Umgebinde-Stützen, straßenbildprägend, baugeschichtlich von Bedeutung | 09254677 |
| Direkt Bild zu diesem Denkmal hochladen | Wohnhaus, möglicherweise Faktorenhaus | Hauptstraße 286 (Karte)                              | 18. Jahrhundert | Obergeschoss Fachwerk verkleidet, Korbbogenportal, trotz Veränderungen im Erdgeschoss typisches Beispiel der früheren hiesigen Holzbauweise und Formensprache, baugeschichtlich von Bedeutung | 09254837 |
| Direkt Bild zu diesem Denkmal hochladen | Wohnhaus (Umgebinde) | Hauptstraße 288 (Karte)                              | Bezeichnet mit 1860 | Doppelstubenhaus, Obergeschoss Fachwerk verkleidet, Umgebindekonstruktion mit profilierten Stützen, Granittürstock, baugeschichtlich von Bedeutung | 09254667 |
| Weitere Bilder                          | Wohnhaus (Umgebinde) | Hauptstraße 290 (Karte)                              | Anfang 20. Jahrhundert | Obergeschoss Fachwerk, Doppelstubenhaus, das Haus zitiert Volksbauweise, Mittelrisalit mit wandhohen Andreaskreuzen im Schweizerstil überhöht, Beispiel der jüngeren Holzbauweise, baugeschichtlich von Bedeutung | 09254666 |
| Direkt Bild zu diesem Denkmal hochladen | Wohnstallhaus (Umgebinde) eines Vierseithofes | Hinterer Hofeweg 1 (Karte)                           | 18. Jahrhundert | Obergeschoss Fachwerk ornamental verschiefert, Dachhecht, Konstruktion weitgehend erhalten, durch seine Lage und Größe ortsbildprägend, baugeschichtlich von Bedeutung | 09254872 |
| Direkt Bild zu diesem Denkmal hochladen | Wohnhaus und Scheune eines Zweiseithofes | Hinterer Hofeweg 4 (Karte)                           | Um 1850 | Wohnhaus mit typischem Krüppelwalmdach und fünf Fledermausgaupen, Obergeschoss verkleidetes Fachwerk, massive Scheune rechtwinklig angrenzend, wichtiger Bestandteil der zum großen Teil erhaltenen Umgebungsstruktur, wirtschaftsgeschichtlich und baugeschichtlich von Bedeutung | 09254834 |
|                                         | Wohnstallhaus (Umgebinde) eines Bauernhofes | Hinterer Hofeweg 10 (Karte)                          | Bezeichnet mit 1854, Kern womöglich älter | Obergeschoss Fachwerk verkleidet, Giebelverschieferung, weitgehend im ursprünglichen Aussehen erhaltenes Beispiel regionaltypischer Holzbauweise in ortsbildprägender Lage, baugeschichtlich von Bedeutung | 09254874 |
| Direkt Bild zu diesem Denkmal hochladen | Wohnhaus (Umgebinde) eines Bauernhofes | Hirschgäßchen 7 (Karte)                              | 1. Hälfte 19. Jahrhundert | Mächtiger Baukörper mit Mansarddach, Obergeschoss Fachwerk verbrettert mit Pilaster-Gliederung, profilierte Umgebinde-Ständer, Korbbogenportal, möglicherweise ehemalige Faktorei, baugeschichtlich von Bedeutung | 09254821 |
| Direkt Bild zu diesem Denkmal hochladen | Volkshaus (mit Turnhalle) | Jahnstraße 6 (Karte)                                 | Bezeichnet mit 1928 | Gebaut als Heimstatt des Eibauer Turnvereins und für Veranstaltungen, Flachdachbau, Sockelgeschoss Ziegelstein, sonst Putzfassade, Einfluss der Neuen Sachlichkeit, von architektonischer, baugeschichtlicher und ortshistorischer Bedeutung | 09254970 |
| Direkt Bild zu diesem Denkmal hochladen | Kriegerdenkmal für die Gefallenen des Ersten Weltkrieges | Jahnstraße 10e (vor) (Karte)                         | Nach 1918 | Marmorplatte mit Inschrift, befestigt an Findling, ortsgeschichtlich von Bedeutung | 09254680 |
| Direkt Bild zu diesem Denkmal hochladen | Verwaltungsgebäude (mit zwei Hausnummern) und Produktionshalle (Sheddachhalle) einer Fabrik | Jahnstraße 12, 14 (Karte)                            | Um 1890 | Historisierend in Klinker, ortshistorisch und architektonisch bedeutendes Ensemble | 09254843 |
|                                         | Rotes Gut (Sachgesamtheit) | Jahnstraße 16, 18 (Karte)                            | Bezeichnet mit 1811 (Wohnhaus, Nr. 18); bezeichnet mit 1821 (Seitengebäude, Nr. 16)                                                          | Sachgesamtheit Rotes Gut, ehemaliger Faktorenhof mit folgenden Einzeldenkmalen: Wohnhaus (Nr. 18), Seitengebäude (Nr. 16), Gartenhäuschen (bei Nr. 16), Einfriedung des Vorgartens, vier Nebenge-bäude (darunter ein Produktionsgebäude und eine Scheune), sowie Torbogen und Einfriedungsmauern (mit weiteren Torbögen) weiterhin mit einem Nebengebäude als Sachgesamtheitsteil; baugeschichtlich, ortshistorisch und wirtschaftsgeschichtlich bedeutsame Anlage, Seitengebäude (Nr. 16): Obergeschoss Fachwerk, Giebelseiten verbrettert, Krüppelwalmdach mit großem Dachüberstand, Tordurchfahrt mit Sandsteingewände, kleiner neoromanischer Annexbau (Gartenhaus) mit Rundbogenfenster und Bogenfries, Wohnhaus (Nr. 18): mächtiger zweigeschossiger Baukörper, Obergeschoss Fachwerk verkleidet, Mansarddach, Nebengebäude mitten im Hof: Erdgeschoss massiv, Obergeschoss mit Umgebinde (Seltenheitswert), profilierte Umgebinde-Stützen, sonst Fachwerk-Obergeschoss verbrettert, Kumthalle, zwei weitere Nebengebäude über Hakengrundriss aneinandergebaut (eines davon Scheune), den Hof zur Straßenseite abschließend, nördliches Produktionsgebäude zweigeschossig mit mehreren Dachhechten, Werkstein-Erdgeschoss und Backstein-Obergeschoss, ehemalige Appreturfabrik von C. F. W. Israel, später Dampfziegelei „Rotes Gut“ von Richard Alwin Wobst | 09254840 |
|                                         | Wohnhaus (Nr. 18), Seitengebäude (Nr. 16), Gartenhäuschen (bei Nr. 16), Einfriedung des Vorgartens, vier Nebengebäude (darunter ein Produktionsgebäude und eine Scheune), sowie Torbogen und Einfriedungsmauern (mit weiteren Torbögen), Einzeldenkmale zu ID-Nr. 09254840 | Jahnstraße 16, 18 (Karte)                            | Bezeichnet mit 1811 (Wohnhaus, Nr. 18); bezeichnet mit 1821 (Seitengebäude, Nr. 16)                                                          | Einzeldenkmale der Sachgesamtheit Rotes Gut, ehemaliger Faktorenhof; baugeschichtlich, ortshistorisch und wirtschaftsgeschichtlich bedeutsame Anlage, Seitengebäude (Nr. 16): Obergeschoss Fachwerk, Giebelseiten verbrettert, Krüppelwalmdach mit großem Dachüberstand, Tordurchfahrt mit Sandsteingewände, kleiner neoromanischer Annexbau (Gartenhaus) mit Rundbogenfenster und Bogenfries, Wohnhaus (Nr. 18): mächtiger zweigeschossiger Baukörper, Obergeschoss Fachwerk verkleidet, Mansarddach, Nebengebäude mitten im Hof: Erdgeschoss massiv, Obergeschoss mit Umgebinde (Seltenheitswert), profilierte Umgebinde-Stützen, sonst Fachwerk-Obergeschoss verbrettert, Kumthalle, zwei weitere Nebengebäude über Hakengrundriss aneinandergebaut (eines davon Scheune), den Hof zur Straßenseite abschließend, nördliches Produktionsgebäude zweigeschossig mit mehreren Dachhechten, Werkstein-Erdgeschoss und Backstein-Obergeschoss, ehemalige Appreturfabrik von C. F. W. Israel, später Dampfziegelei „Rotes Gut“ von Richard Alwin Wobst | 09254841 |
| Direkt Bild zu diesem Denkmal hochladen | Produktionsgebäude (mit Kontorhaus) einer Fabrik, an das Rote Gut (Nr. 16/18) durch einen Torbogen und Pförtnerhaus angrenzend | Jahnstraße 20 (Karte)                                | Um 1930 | In vergleichsweise aufwendigem Neoklassizismus gehaltenes Fabrikgebäude, im Stil einheitliches Ensemble von architektonischer und ortsgeschichtlicher Bedeutung | 09254842 |
|                                         | Fabrikantenvilla der benachbarten Weberei (Nr. 24/26) | Jahnstraße 22 (Karte)                                | Um 1900 | Prächtiger historisierender Klinkerbau, zum Garten Altan mit hölzernem Sprenggiebel, im ursprünglichen Aussehen erhaltenes Gebäude von ortshistorischer und baugeschichtlicher Bedeutung | 09254729 |
| Direkt Bild zu diesem Denkmal hochladen | Ehemalige Damastweberei Oberoderwitz, Werk 4 Eibau; Textilfabrik mit drei Gebäuden (Sheddachhalle vor 2010 abgebrochen) | Jahnstraße 24, 26 (Karte)                            | Um 1900; um 1930 erweitert | Gründerzeitliche Gebäude um 1900 mit aufwendigem Ziegelsteinornament und Sandstein-Fenstergewänden, Erweiterungsbau mit Ziegel- und Putzflächen um 1930 in stilisiertem Neoklassizismus, bedeutendstes Industrieensemble des Ortes, baugeschichtlich und ortsgeschichtlich von Bedeutung | 09254844 |
| Direkt Bild zu diesem Denkmal hochladen | Portal eines Wohnhauses | Jahnstraße 25 (Karte)                                | Um 1800 | Granit-Türstock mit floralen Motiven, handwerklich-künstlerisch von Bedeutung | 09254728 |
| Direkt Bild zu diesem Denkmal hochladen | Ehemalige Martin-Andersen-Nexö-Schule | Jahnstraße 30 (Karte)                                | 1897 | Zweigeschossiger Klinkerbau im historistischen Stil, Gliederungselemente in Sandstein, baugeschichtliche und ortshistorische Bedeutung | 09254726 |
| Direkt Bild zu diesem Denkmal hochladen | Wohnstallhaus und Nebengebäude eines Dreiseithofes | Jahnstraße 32 (Karte)                                | Bezeichnet mit 1766 | Wohnstallhaus Bruchstein mit Granit-Korbbogenportal, im Schlussstein bezeichnet mit 1766; Nebengebäude Fachwerk mit Durchfahrt, weiter Dachüberstand; baugeschichtlich von Bedeutung | 09254968 |
| Direkt Bild zu diesem Denkmal hochladen | Wohnhaus | Jahnstraße 33 (Karte)                                | 18. Jahrhundert | Obergeschoss Fachwerk verschiefert, Beispiel der im Ortsbild dominierenden Holzbauweise, baugeschichtlich von Bedeutung | 09254730 |
| Direkt Bild zu diesem Denkmal hochladen | Dreiseithof mit Wohnstallhaus (Umgebinde), Seitengebäude und Scheune | Jahnstraße 34 (Karte)                                | Ende 19. Jahrhundert (Wohnstallhaus); bezeichnet mit 1937 (Seitengebäude)                                                                    | Wohnstallhaus: Obergeschoss Fachwerk verkleidet, Umgebinde-Stützen profiliert, Dachhecht, massive Wirtschaftsbauten, in seiner Struktur erhaltenes Bauernhof-Ensemble, wirtschaftsgeschichtlich und baugeschichtlich von Bedeutung | 09254969 |
| Weitere Bilder                          | Kriegerdenkmal mit Ehrenhain | Kirchstraße (Nr. 4 schräg gegenüber) (Karte)         | 1920er Jahre | Art-déco, Denkmal ein zinnenbekrönter Ziegelblock mit drei Absetzungen in Sandstein, kristalliner Eindruck wird verstärkt durch herausstehende glasierte Ziegel, eingefasst durch Pappeln, durch die expressionistische Gestaltung im Regionalkontext hervorzuheben, künstlerisch von herausragender Bedeutung, auch von ortsgeschichtlicher Bedeutung | 09254846 |
| Weitere Bilder                          | Dorfkirche und Kirchhof Eibau (Sachgesamtheit) | Kirchstraße 2 (Karte)                                | 1703–1707 (Kirche); bezeichnet mit 1728 (Grufthaus Wollmann); bezeichnet mit 1751 (Westturm Kirche); bezeichnet mit 1784 (Grabmal Christoph) | Sachgesamtheit Dorfkirche und Kirchhof Eibau, mit folgenden Einzeldenkmalen: Kirche, Einfriedungsmauer und Eingänge des Kirchhofs sowie zahlreiche Grabmäler (unter anderem das der Familie Christoph), am Ostportal des Kirchhofs Wollmannsches Grufthaus, am Westportal des Kirchhofs weiteres Grufthaus (siehe Einzeldenkmale – Obj. 09254845) und der Kirchhof als Sachgesamtheitsteil; barocke Wandpfeilerkirche mit Westturm, prächtiges Grufthaus der Familie Wollmann im barocken Stil, baugeschichtlich, ortsgeschichtlich und ortsbildprägend von Bedeutung | 09303665 |
| Weitere Bilder                          | Kirche, Einfriedungsmauer und Eingängen des Kirchhofs sowie zahlreiche Grabmäler (u. a. das der Familie Christoph), am Ostportal des Kirchhofs Wollmannsches Grufthaus, am Westportal des Kirchhofs weiteres Grufthaus (Einzeldenkmale zu ID-Nr. 09303665)                 | Kirchstraße 2 (Karte)                                | 1703–1707 (Kirche); bezeichnet mit 1728 (Grufthaus Wollmann); bezeichnet mit 1751 (Westturm Kirche); bezeichnet mit 1784 (Grabmal Christoph) | Einzeldenkmale der Sachgesamtheit Dorfkirche und Kirchhof Eibau; barocke Wandpfeilerkirche mit Westturm, prächtiges Grufthaus der Familie Wollmann im barocken Stil, baugeschichtlich, ortsgeschichtlich und ortsbildprägend von Bedeutung | 09254845 |
|                                         | Alter Friedhof (Sachgesamtheit) | Kirchstraße 3 (Karte)                                | Ab 1807 | Sachgesamtheit Alter Friedhof, mit folgenden Einzeldenkmalen: Rückwände der Erbbegräbnisse, die nach zwei Seiten geschlossene Friedhofsmauern bilden, Einfriedung mit Eingang nach der Kirchstraße, Leichenhäusel und einzelne Erbbegräbnisse (siehe Einzeldenkmale – Obj. 09301421); eiserner Staketenzaun mit Eingang nach der Kirchstraße, der Wert des Friedhofes als Sachgesamtheit besteht darin, dass sich durch die Gestaltung mit den Erbbegräbnissen ein geschlossenes rechteckiges Areal ergibt, ortsgeschichtlich von Bedeutung | 09254847 |
|                                         | Rückwände der Erbbegräbnisse, die nach zwei Seiten geschlossene Friedhofsmauern bilden, Einfriedung mit Eingang nach der Kirchstraße, Leichenhäusel an der Kirchstraße und einzelne Erbbegräbnisse (Einzeldenkmale zu ID-Nr. 09254847)                                     | Kirchstraße 3 (Karte)                                | Ab 1807 | Einzeldenkmale der Sachgesamtheit Alter Friedhof; eiserner Staketenzaun mit Eingang nach der Kirchstraße, der Wert des Friedhofes als Sachgesamtheit besteht darin, dass sich durch die Gestaltung mit den Erbbegräbnissen ein geschlossenes rechteckiges Areal ergibt, ortsgeschichtlich von Bedeutung | 09301421 |
| Weitere Bilder                          | Pfarrhaus mit Einfriedungsmauer und Nebengebäude | Kirchstraße 4 (Karte)                                | Laut Gurlitt 1777/1780 | Pfarrhaus Obergeschoss Fachwerk verkleidet, Krüppelwalmdach mit fünf Fledermausgaupen, Korbbogenportal, ortsgeschichtlich und baugeschichtlich von Bedeutung | 09254859 |
| Direkt Bild zu diesem Denkmal hochladen | Wohnhaus | Kirchstraße 8 (Karte)                                | Um 1800 | Ehemaliges Umgebindehaus, Obergeschoss Fachwerk verbrettert, Korbbogenportal, wissenschaftlich-dokumentarischer Wert, baugeschichtlich von Bedeutung | 09254812 |
| Direkt Bild zu diesem Denkmal hochladen | Wohnhaus (Umgebinde) ohne Anbau | Kirchstraße 13 (Karte)                               | Bezeichnet mit 1862 | Obergeschoss Fachwerk, teils verschiefert, teils verbrettert, Granit-Türstock, weitgehend im ursprünglichen Aussehen erhaltenes Beispiel Oberlausitzer Holzbauweise, baugeschichtlich von Bedeutung | 09254809 |
| Direkt Bild zu diesem Denkmal hochladen | Wohnhaus und Gartenlaube | Kirchstraße 14 (Karte)                               | Um 1920 | Fabrikantenanwesen des dahinter befindlichen Betriebes, Wohnhaus im traditionalistischen Stil der 1920er Jahre, von guter architektonischer Linie, Gartenlaube aus Holz mit floralen Zierelementen im Giebel, baugeschichtlich von Bedeutung | 09254884 |
| Direkt Bild zu diesem Denkmal hochladen | Wohnhaus (Umgebinde), ohne rückwärtigen Anbau | Kirchstraße 15 (Karte)                               | Um 1850 | Obergeschoss Fachwerk verkleidet, profilierter Türstock, baugeschichtlich von Bedeutung | 09254808 |
| Direkt Bild zu diesem Denkmal hochladen | Wohnhaus (Umgebinde) | Kirchstraße 22 (Karte)                               | 18. Jahrhundert | Doppelstubenhaus, Obergeschoss Fachwerk verbrettert bzw. verschiefert, profilierte Umgebinde-Ständer, Beispiel ortstypischer Holzbauweise, ortsbildprägend und baugeschichtlich von Bedeutung | 09254810 |
| Direkt Bild zu diesem Denkmal hochladen | Wohnhaus | Kirchstraße 32a (Karte)                              | 18. Jahrhundert | Eingeschossiger Massivbau, Krüppelwalmdach, womöglich Seitengebäude eines einstigen Gutshofes, sozialgeschichtlich von Bedeutung | 09254779 |
| Direkt Bild zu diesem Denkmal hochladen | Wohnhaus (Umgebinde) | Kirchstraße 38 (Karte)                               | 1. Hälfte 19. Jahrhundert | Eingeschossig, mit teilweise weitem Dachüberstand, Giebel Fachwerk, baugeschichtlich von Bedeutung | 09254778 |
| Direkt Bild zu diesem Denkmal hochladen | Wohnstallhaus (Umgebinde) mit Anbau, eines Bauernhofes | Kirchstraße 40 (Karte)                               | 18. Jahrhundert, womöglich noch älter | Obergeschoss Fachwerk, teilweise verbrettert, Korbbogenportal, mächtiges Satteldach, wahrscheinlich eines der ältesten erhaltenen Gebäude im Ort, baugeschichtlich von Bedeutung | 09254777 |
| Direkt Bild zu diesem Denkmal hochladen | Wohnhaus | Kretschamweg 13 (Karte)                              | Um 1800, womöglich noch älter | Obergeschoss Fachwerk verbrettert, älteres Beispiel für die ländliche Holzbauweise, baugeschichtlich von Bedeutung | 09254868 |
| Direkt Bild zu diesem Denkmal hochladen | Wohnhaus (Umgebinde) | Kretschamweg 17 (Karte)                              | 1. Hälfte 19. Jahrhundert | Eingeschossiges Doppelstubenhaus, schöne Giebelverbretterung, Bestandteil des Auenbildes, baugeschichtlich von Bedeutung | 09254869 |
| Weitere Bilder                          | Wohnhaus, ohne hinteren Anbau | Kretschamweg 23 (Karte)                              | Bezeichnet mit 1834 | Ehemaliges Umgebindehaus, Obergeschoss Fachwerk, Dachhecht, Korbbogenportal und schöne bauzeitliche Haustür, Gebäude in regionaltypischer Fachwerk-Konstruktion, an ortsbildprägender Stelle, baugeschichtlich von Bedeutung | 09254867 |
| Weitere Bilder                          | Faktorenhaus (Umgebinde) | Lammstraße 1 (Karte)                                 | Bezeichnet mit 1782, im Kern wohl älter (1733)                                                                                               | Obergeschoss Fachwerk verkleidet, profilierte Umgebinde-Stützen, mächtiges Krüppelwalmdach mit Dachhecht, schönes Korbbogenportal mit Bezeichnung 1782, eines der für Eibau typischen, ortsbildprägenden Faktorenhäuser, ortsgeschichtlich und baugeschichtlich von Bedeutung | 09254731 |
| Direkt Bild zu diesem Denkmal hochladen | Villa | Lutherstraße 2 (Karte)                               | Um 1910 | Zwei Baukörper im Winkel mit eingestelltem Turm, Mansarddach mit Ausbauten, im Reformstil der Zeit um 1910, baugeschichtlich von Bedeutung | 09254754 |
| Direkt Bild zu diesem Denkmal hochladen | Doppelwohnhaus | Lutherstraße 5, 7 (Karte)                            | Um 1905 | Historisierend, vertikale Gliederung durch roten Ziegelstein auf Putz, bewegte Dachlandschaft, baugeschichtlich von Bedeutung | 09254755 |
| Direkt Bild zu diesem Denkmal hochladen | Villa | Lutherstraße 11 (Karte)                              | Um 1905 | Historistisches Gebäude mit Anklängen an den Jugendstil, vielgliedrige Dachlandschaft, Zierfachwerk und zweigeschossige Holzveranda, Ecktürmchen, baugeschichtlich von Bedeutung | 09254753 |
| Direkt Bild zu diesem Denkmal hochladen | Villa mit Einfriedung | Lutherstraße 13 (Karte)                              | Um 1905 | Historisierend, reich bewegtes Walmdach mit Fachwerk-Ausbauten, Eckturm, Putzfassade mit Sandsteinreliefs (Masken), hölzerne Veranda und Eingangshäuschen, baugeschichtlich von Bedeutung | 09254752 |
| Direkt Bild zu diesem Denkmal hochladen | Wohnhaus (Umgebinde) | Mühlweg 7 (Karte)                                    | Um 1850 | Eingeschossiges Doppelstubenhaus (darunter eine böhmische Blockstube, ohne Umgebindekonstruktion), Giebelverschieferung, siedlungsprägend, baugeschichtlich von Bedeutung | 09254918 |
| Weitere Bilder                          | Faktorenhaus (Umgebinde) und Seitengebäude | Neueibauer Straße 1 (Karte)                          | Bezeichnet mit 1761 | Wohnhaus: mächtiger Baukörper mit steilem Krüppelwalmdach mit fünf Fledermausgaupen, Rundbogenportal, kleines Fachwerk-Seitengebäude, architektonisch herausragendes Gebäude an ortsbildprägender Stelle, ortsgeschichtlich und baugeschichtlich von Bedeutung | 09254951 |
| Direkt Bild zu diesem Denkmal hochladen | Wohnhaus (Umgebinde) mit Anbau | Neueibauer Straße 2 (Karte)                          | Um 1895/1900 (Wohnhaus); 1920er Jahre (Anbau)                                                                                                | Villenartig in ländlicher Holzbauweise, Doppelstubenhaus, durch Eingangsvorbau (Balkon mit hölzernen Verzierungen) vom Schweizerstil beeinflusst, im Ort singulär, baugeschichtlich und ortshistorisch von Bedeutung | 09254932 |
| Direkt Bild zu diesem Denkmal hochladen | Wohnhaus | Neueibauer Straße 4 (Karte)                          | Um 1800 | Obergeschoss Fachwerk verbrettert, Giebelseite verschiefert, weitgehend im ursprünglichen Aussehen erhaltenes Beispiel ostsächsischer Holzbauweise, straßenbildprägend, baugeschichtlich von Bedeutung | 09254931 |
| Direkt Bild zu diesem Denkmal hochladen | Wohnhaus (Umgebinde) und Nebengebäude | Neueibauer Straße 7 (Karte)                          | 1. Hälfte 19. Jahrhundert | Wohnhaus, Krüppelwalmdach mit drei Fledermausgaupen, Nebengebäude Fachwerk mit Hecht, ortsbildtypisch, baugeschichtlich von Bedeutung | 09254953 |
| Direkt Bild zu diesem Denkmal hochladen | Wohnhaus (Umgebinde) mit Anbau | Neueibauer Straße 8 (Karte)                          | 18. Jahrhundert | Obergeschoss Fachwerk verkleidet, dominanter Dachhecht, ortsbildtypisch, baugeschichtlich von Bedeutung | 09254927 |
| Direkt Bild zu diesem Denkmal hochladen | Wohnhaus (Umgebinde) | Neueibauer Straße 10 (Karte)                         | 1. Hälfte 19. Jahrhundert | Doppelstubenhaus, Obergeschoss Fachwerk zweifarbig verschiefert, trotz Fenstereinbrüchen im Ober- und Erdgeschoss noch Beispiel für die regionaltypische Holzbauweise, baugeschichtlich von Bedeutung | 09254928 |
| Direkt Bild zu diesem Denkmal hochladen | Wohnhaus | Neueibauer Straße 11 (Karte)                         | 2. Hälfte 18. Jahrhundert | Obergeschoss Fachwerk verbrettert, Zeugnis der älteren ostsächsischen Holzbauweise, ursprünglich ein Grundstück mit der Brauerei, baugeschichtlich von Bedeutung | 09254930 |
| Direkt Bild zu diesem Denkmal hochladen | Wohnhaus (Umgebinde) | Neueibauer Straße 13 (Karte)                         | Um 1850 | Obergeschoss Fachwerk, Giebelseite verschiefert, Straßenseite verbrettert mit Gliederung, Umgebinde-Ständer profiliert, straßenbildprägend, baugeschichtlich von Bedeutung | 09254929 |
| Direkt Bild zu diesem Denkmal hochladen | Wohnhaus (Umgebinde) | Neueibauer Straße 16 (Karte)                         | 1. Hälfte 19. Jahrhundert | Eingeschossiges Umgebindehaus, siedlungstypisch, weitgehend im ortstypischen Aussehen erhalten, baugeschichtlich von Bedeutung | 09254961 |
| Direkt Bild zu diesem Denkmal hochladen | Wohnhaus (Umgebinde) | Neueibauer Straße 22 (Karte)                         | 1. Hälfte 19. Jahrhundert | Eingeschossiges Umgebindehaus, weitgehend im siedlungstypischen Aussehen erhalten, baugeschichtlich von Bedeutung | 09254960 |
| Direkt Bild zu diesem Denkmal hochladen | Wohnstallhaus (Umgebinde) eines ehemaligen Dreiseithofes | Neueibauer Straße 24 (Karte)                         | 18. Jahrhundert | Obergeschoss Fachwerk, an der Giebelseite verkleidet, Mansarddach, profiliertes Haustürgewände, in exponierter Lage, baugeschichtlich von Bedeutung | 09254959 |
| Direkt Bild zu diesem Denkmal hochladen | Wohnhaus (Umgebinde) | Neueibauer Straße 26 (Karte)                         | Bezeichnet mit 1865 | Doppelstubenhaus, Obergeschoss Fachwerk mit regionaltypischem Ständer-Engstand, Giebelseite zweifarbig verschiefert, profilierter Granit-Türstock, typisches Beispiel der späten Oberlausitzer Holzbauweise, baugeschichtlich von Bedeutung | 09254957 |
| Direkt Bild zu diesem Denkmal hochladen | Wohnhaus | Neugersdorfer Straße 2 (Karte)                       | 1. Hälfte 19. Jahrhundert | Obergeschoss Fachwerk verkleidet, Dachhecht, in der Konstruktion erhaltenes Beispiel für die regionaltypische Holzbauweise, an straßenbildprägender Stelle, baugeschichtlich von Bedeutung | 09254782 |
| Direkt Bild zu diesem Denkmal hochladen | Brücke | Neugersdorfer Straße 2 (bei) (Karte)                 | 1930er Jahre | Ein Bogen, mit Brüstung, regelmäßiger Granit, baugeschichtlich bedeutsam | 09306284 |
| Direkt Bild zu diesem Denkmal hochladen | Wohnstallhaus (Umgebinde) ohne Anbau | Nordstraße 6 (Karte)                                 | 1. Hälfte 19. Jahrhundert | Obergeschoss Fachwerk verkleidet, Umgebinde-Stützen profiliert, weitgehend im ursprünglichen Aussehen erhaltenes Beispiel ländlicher Bauweise, baugeschichtlich von Bedeutung | 09254661 |
| Direkt Bild zu diesem Denkmal hochladen | Wohnhaus (Umgebinde) | Nordstraße 17 (Karte)                                | Im Innern bezeichnet mit 1811 | Eingeschossig, weitgehend original erhalten, im Giebelbereich alte Stütze-Last-Konstruktion, baugeschichtlich von Bedeutung | 09254662 |
| Direkt Bild zu diesem Denkmal hochladen | Fabrikantenvilla | Obercunnersdorfer Straße 3 (Karte)                   | Um 1905 | Historisierend, mit Eckturm, Fachwerkgiebel, Holzveranda, Erker und Balkon gegliedertes Gebäude, ortshistorisch relevant, baugeschichtlich von Bedeutung | 09254727 |
| Direkt Bild zu diesem Denkmal hochladen | Wohnhaus | Obercunnersdorfer Straße 59 (Karte)                  | 1932 (Auskunft) | Historisierend, Dachausbau in Fachwerk zitiert zwei Umgebindejoche, Korbbogenportal, baugeschichtlich von Bedeutung. Neben den Kottmarhäusern, aber nur diese gehören zum OT Walddorf | 09254717 |
|                                         | Wohnhaus (Umgebinde) | Oberoderwitzer Weg 3 (Karte)                         | Um 1850 | Obergeschoss Fachwerk mit ornamentaler Verschieferung, an straßenbildprägender Stelle, baugeschichtlich von Bedeutung | 09254890 |
| Direkt Bild zu diesem Denkmal hochladen | Wohnhaus (Umgebinde) mit rückwärtigem Anbau | Oberoderwitzer Weg 15 (Karte)                        | 1. Hälfte 19. Jahrhundert | Obergeschoss Fachwerk verbrettert mit Gliederung durch Holzpilaster und Kassettierungen, Umgebinde-Ständer in einer im Ort seltenen Weise mit Kannelierungen und Kassettierungen, ursprünglich erhaltenes Beispiel Oberlausitzer Holzbauweise, baugeschichtlich von Bedeutung | 09254891 |
| Direkt Bild zu diesem Denkmal hochladen | Wohnhaus (Umgebinde) | Oberoderwitzer Weg 19 (Karte)                        | 18. Jahrhundert | Obergeschoss Fachwerk zweifarbig verschiefert, im ursprünglichen Aussehen erhaltenes Beispiel Oberlausitzer Holzbauweise, ortsbildprägend, baugeschichtlich von Bedeutung | 09254892 |
| Direkt Bild zu diesem Denkmal hochladen | Wohnhaus (Umgebinde) | Oberoderwitzer Weg 21 (Karte)                        | 18. Jahrhundert | Obergeschoss Fachwerk, weitgehend im ursprünglichen Aussehen erhaltenes Beispiel der älteren Oberlausitzer Holzbauweise, baugeschichtlich von Bedeutung | 09254893 |
| Direkt Bild zu diesem Denkmal hochladen | Wohnhaus (Umgebinde) | Oberoderwitzer Weg 25 (Karte)                        | 18. Jahrhundert | Obergeschoss Fachwerk verschiefert, Umgebinde auf der Giebelseite, Umgebinde-Ständer aufwendig verkleidet, trotz Veränderungen Erhalt des alten Baukörpers und Beitrag zum Ortsbild, baugeschichtlich von Bedeutung | 09254894 |
| Direkt Bild zu diesem Denkmal hochladen | Spritzenhaus | Rosenstraße (Karte)                                  | Um 1910 | Klinker, baugeschichtlich und ortsgeschichtlich von Bedeutung | 09306285 |
| Direkt Bild zu diesem Denkmal hochladen | Wohnhaus (Umgebinde) | Rosenstraße 3 (Karte)                                | 1. Hälfte 19. Jahrhundert | Obergeschoss Fachwerk, teilweise zweifarbig verschiefert, profilierte Umgebinde-Ständer, Dachhecht, baugeschichtlich von Bedeutung | 09254679 |
| Direkt Bild zu diesem Denkmal hochladen | Wohnhaus (Umgebinde) | Rosenstraße 4 (Karte)                                | Um 1850 | Obergeschoss Fachwerk zweifarbig verschiefert, Krüppelwalmdach mit drei Fledermausgaupen, profilierte Umgebinde-Stützen, profilierter Granit-Türstock, baugeschichtlich von Bedeutung | 09254681 |
| Direkt Bild zu diesem Denkmal hochladen | Wohnhaus (Umgebinde), ohne Anbau | Rosenstraße 4a (Karte)                               | 2. Hälfte 19. Jahrhundert | Eingeschossiges Doppelstubenhaus, Giebelverbretterung, baugeschichtlich von Bedeutung | 09254682 |
|                                         | Kirchschule | Schulstraße 1 (Karte)                                | 1891 | Historistische Ziegelsteinfassade, mit Sandsteinelementen gegliedert, durch Mittelrisalit und flaches Walmdach an Palazzo erinnernd, baugeschichtliche und ortshistorische Bedeutung | 09254861 |
| Direkt Bild zu diesem Denkmal hochladen | Wohnhaus (Umgebinde) | Schulstraße 2 (Karte)                                | 18. Jahrhundert | Doppelstubenhaus, Obergeschoss Fachwerk verputzt, trotz Veränderungen weitgehend in ursprünglicher Konstruktion erhaltenes Beispiel Oberlausitzer Bauweise, aufgewertet auch durch den Zusammenhang mit der Kirche, baugeschichtlich von Bedeutung | 09254862 |
| Direkt Bild zu diesem Denkmal hochladen | Mietshaus | Schulstraße 5 (Karte)                                | 1890er Jahre | Klinkerfassade, reiche ornamentale Gestaltung im neobarocken Stil mit Jugendstileinfluss, Eckbetonung, baugeschichtlich von Bedeutung | 09254860 |
| Direkt Bild zu diesem Denkmal hochladen | Wohnhaus (Umgebinde) | Schulstraße 6 (Karte)                                | 1. Hälfte 19. Jahrhundert | Eingeschossiges Doppelstubenhaus, ortsbild- und regionaltypisch, baugeschichtlich von Bedeutung | 09254901 |
| Direkt Bild zu diesem Denkmal hochladen | Wohnhaus | Schulstraße 10 (Karte)                               | 1. Hälfte 19. Jahrhundert | Ehemaliges Umgebindehaus, Obergeschoss Fachwerk, zweifarbig ornamental verschiefert, Dachhecht, Korbbogenportal, im ortsbildtypischen Aussehen gut erhalten, baugeschichtlich von Bedeutung | 09254902 |
| Direkt Bild zu diesem Denkmal hochladen | Wohnhaus (Umgebinde) | Schulstraße 16 (Karte)                               | 1. Hälfte 19. Jahrhundert | Eingeschossige mit ornamentaler Giebelverschieferung, baugeschichtlich von Bedeutung | 09254904 |
| Direkt Bild zu diesem Denkmal hochladen | Wohnhaus | Schulstraße 21 (Karte)                               | Um 1800 | Obergeschoss Fachwerk verschiefert, weitgehend in der Konstruktion erhaltenes Beispiel ländlicher Holzbauweise, baugeschichtlich von Bedeutung | 09254903 |
| Direkt Bild zu diesem Denkmal hochladen | Wohnhaus (Umgebinde) | Schulstraße 22 (Karte)                               | Bezeichnet mit 1868 | Stattlicher Baukörper, Obergeschoss verschiefert, zum Teil zweifarbig, straßenbildprägendes Beispiel der späteren Holzbauweise, baugeschichtlich von Bedeutung | 09254856 |
| Direkt Bild zu diesem Denkmal hochladen | Doppelwohnhaus | Schulstraße 29, 31 (Karte)                           | Um 1800 | Obergeschoss Fachwerk verschiefert (zum Teil zweifarbig), weitgehend im ursprünglichen Aussehen erhalten, Zeugnis ostsächsischer Holzbauweise, baugeschichtlich von Bedeutung | 09254906 |
| Direkt Bild zu diesem Denkmal hochladen | Wohnhaus (Umgebinde) mit Anbau | Schulstraße 30 (Karte)                               | 1. Hälfte 19. Jahrhundert | Eingeschossiges Umgebindehaus mit zweigeschossigem Anbau, siedlungstypische Holzkonstruktion, straßenbildprägend, baugeschichtlich von Bedeutung | 09254916 |
| Direkt Bild zu diesem Denkmal hochladen | Wohnhaus (Umgebinde), mit Anbau | Schulstraße 32 (Karte)                               | Um 1850 | Eingeschossig, siedlungstypisch, ortsbildprägend, baugeschichtlich von Bedeutung | 09254917 |
| Direkt Bild zu diesem Denkmal hochladen | Wohnhaus (Umgebinde) | Schulstraße 35 (Karte)                               | 1. Hälfte 19. Jahrhundert | Eingeschossiges Doppelstubenhaus, Dachhecht, seltene Holzverkleidung des Eingangsbereichs, siedlungstypische Gestaltung, baugeschichtlich von Bedeutung | 09254907 |
| Direkt Bild zu diesem Denkmal hochladen | Wohnhaus | Schulstraße 39 (Karte)                               | 18. Jahrhundert, womöglich noch älter | Fachwerk-Obergeschoss verbrettert, trotz Veränderungen im Erdgeschoss in der Konstruktion erhaltenes Zeugnis der älteren Holzbauweise, baugeschichtlich von Bedeutung | 09254909 |
| Direkt Bild zu diesem Denkmal hochladen | Wohnhaus | Schulstraße 45 (Karte)                               | 1. Hälfte 19. Jahrhundert | Obergeschoss Fachwerk verschiefert, teilweise zweifarbig ornamental, einfaches landschaftstypisches Beispiel der Holzbauweise, baugeschichtlich von Bedeutung | 09254910 |
| Direkt Bild zu diesem Denkmal hochladen | Wohnhaus (Umgebinde) mit Anbau | Schulstraße 51 (Karte)                               | Um 1800 | Obergeschoss Fachwerk verschiefert, Dachhecht, Granit-Türstock, weitgehend im landschaftstypischen Aussehen erhalten, baugeschichtlich von Bedeutung | 09254911 |
| Direkt Bild zu diesem Denkmal hochladen | Wohnhaus (Umgebinde) | Schulstraße 53 (Karte)                               | 1. Hälfte 19. Jahrhundert | Eingeschossig, ortsbildtypisch, baugeschichtlich von Bedeutung | 09254912 |
| Direkt Bild zu diesem Denkmal hochladen | Wohnhaus (Umgebinde) | Schulstraße 65 (Karte)                               | 1. Hälfte 19. Jahrhundert | Eingeschossig, siedlungstypisch, baugeschichtlich von Bedeutung | 09254915 |
| Direkt Bild zu diesem Denkmal hochladen | Wohnhaus (Umgebinde) | Steinweg 2 (Karte)                                   | 18. Jahrhundert | Obergeschoss Fachwerk verbrettert, altes, weit überstehendes Umgebinde mit zum Teil großen Jochweiten, Erhaltungszustand bemerkenswert, Bestandteil der Auenbebauung, baugeschichtlich von Bedeutung | 09254817 |
| Direkt Bild zu diesem Denkmal hochladen | Wohnhaus (Umgebinde) | Steinweg 4 (Karte)                                   | Bezeichnet mit 1857 | Obergeschoss Fachwerk, zum Teil verbrettert, Krüppelwalmdach mit drei Fledermausgaupen, profilierte Umgebinde-Ständer, gut im Aussehen erhaltenes Beispiel für die spätere Holzbauweise, baugeschichtlich von Bedeutung | 09254819 |
| Direkt Bild zu diesem Denkmal hochladen | Wohnhaus (Umgebinde) | Steinweg 6 (Karte)                                   | 1. Hälfte 19. Jahrhundert | Obergeschoss Fachwerk verkleidet, Dachhecht, ortsbildtypisch, weitgehend unverändert in der Konstruktion, baugeschichtlich von Bedeutung | 09254806 |
| Direkt Bild zu diesem Denkmal hochladen | Wohnhaus | Steinweg 9 (Karte)                                   | 18. Jahrhundert, womöglich noch älter | Obergeschoss Fachwerkteil mit Andreaskreuzen, sehr kleine Fenster-Öffnungen, Bestandteil der Auenbebauung, hohes Alter, hausgeschichtlich und baugeschichtlich von Bedeutung | 09254818 |
| Direkt Bild zu diesem Denkmal hochladen | Wohnhaus (Umgebinde) ohne Anbau | Steinweg 10 (Karte)                                  | 1. Hälfte 19. Jahrhundert | Eingeschossig, in der Konstruktion weitgehend ursprünglich erhalten, typisch für die Auenbebauung, baugeschichtlich von Bedeutung | 09254803 |
| Direkt Bild zu diesem Denkmal hochladen | Wohnhaus (Umgebinde), davor Brunnen mit hölzerner Handschwengelpumpe | Steinweg 11 (Karte)                                  | 18. Jahrhundert | Obergeschoss Fachwerk, aufwendig verbrettert mit ornamentaler Gliederung, Umgebinde-Ständer profiliert, Korbbogenportal, Dachhecht, Objekt fügt sich in die Reihe der örtlich bestausstaffierten Gebäude ein, baugeschichtlich von Bedeutung | 09254807 |
| Direkt Bild zu diesem Denkmal hochladen | Wohnhaus (Umgebinde) | Steinweg 15 (Karte)                                  | 1. Hälfte 19. Jahrhundert | Obergeschoss Fachwerk verschiefert, ortsbildtypisch, baugeschichtlich von Bedeutung | 09254804 |
| Direkt Bild zu diesem Denkmal hochladen | Wohnhaus (Umgebinde) | Steinweg 20 (Karte)                                  | 1. Hälfte 19. Jahrhundert | Obergeschoss Fachwerk verkleidet, trotz Veränderungen noch ortsbildtypisch durch Konstruktion und Baukörper, baugeschichtlich von Bedeutung | 09254805 |
| Direkt Bild zu diesem Denkmal hochladen | Bauernhof mit Wohnhaus (Umgebinde), Nebengebäude und Mauer | Steinweg 21 (Karte)                                  | Bezeichnet mit 1703, später überformt | Fachwerk-Obergeschoss mit kunstvoller Lisenen-Verbretterung sowie Kassettierungen, reiche Dachlandschaft, profilierte Umgebinde-Ständer, Korbbogenportal, eines der bemerkenswertesten Gebäude im Ort, baugeschichtlich von Bedeutung | 09254802 |
| Direkt Bild zu diesem Denkmal hochladen | Wohnhaus (Umgebinde) | Steinweg 22 (Karte)                                  | 2. Hälfte 18. Jahrhundert | Obergeschoss Fachwerk, zum Teil verbrettert, zum Teil zweifarbig verschiefert, Dachhecht, Umgebinde-Ständer profiliert, Korbbogenportal, baugeschichtlich von Bedeutung | 09254781 |
| Direkt Bild zu diesem Denkmal hochladen | Wohnhaus (Umgebinde) | Steinweg 25 (Karte)                                  | 1. Hälfte 19. Jahrhundert | Obergeschoss Fachwerk verbrettert, Dachhecht, Umgebinde-Ständer profiliert, im ursprünglichen Aussehen und Konstruktion erhaltenes Beispiel der regionaltypischen Holzbauweise, baugeschichtlich von Bedeutung | 09254780 |
| Direkt Bild zu diesem Denkmal hochladen | Wohnhaus (Umgebinde) | Steinweg 29 (Karte)                                  | 1. Hälfte 19. Jahrhundert | Eingeschossiges Umgebindehaus, charakteristisch für die Auenbebauung, baugeschichtlich von Bedeutung | 09254785 |
| Direkt Bild zu diesem Denkmal hochladen | Wohnhaus (baulich verbunden mit Kirchstraße 32a) | Steinweg 33 (Karte)                                  | Um 1850 | Obergeschoss Fachwerk in regionaltypischer Engstellung der Ständer, baugeschichtlich von Bedeutung | 09254786 |
| Direkt Bild zu diesem Denkmal hochladen | Wohnhaus (Umgebinde) | Teichstraße 4 (Karte)                                | Um 1800 | Eingeschossig, siedlungstypisch, baugeschichtlich von Bedeutung | 09254924 |
| Direkt Bild zu diesem Denkmal hochladen | Wohnhaus (Umgebinde) | Teichstraße 6 (Karte)                                | Um 1800 | Eingeschossiges Umgebindehaus, Konstruktion und Baukörper ursprünglich erhalten, siedlungstypisches Aussehen, baugeschichtlich von Bedeutung | 09254964 |
| Direkt Bild zu diesem Denkmal hochladen | Wohnstallhaus | Teichstraße 7 (Karte)                                | Um 1800 | Obergeschoss Fachwerk verkleidet, Zeugnis ostsächsischer Holzbauweise, baugeschichtlich von Bedeutung | 09254926 |
| Direkt Bild zu diesem Denkmal hochladen | Wohnhaus (Umgebinde) | Teichstraße 11 (Karte)                               | 18. Jahrhundert | Obergeschoss Fachwerk, auf der Giebelseite verkleidet, schöner Dachhecht, bemerkenswert im ursprünglichen Aussehen erhaltenes Beispiel der Oberlausitzer Holzbauweise, baugeschichtlich von Bedeutung | 09254925 |
| Direkt Bild zu diesem Denkmal hochladen | Wohnhaus (Umgebinde) | Teichstraße 14 (Karte)                               | 1. Hälfte 19. Jahrhundert | Eingeschossiges Doppelstubenhaus, im Siedlungsvergleich hervorragend im ursprünglichen Aussehen erhaltenes Gebäude, baugeschichtlich von Bedeutung | 09254923 |
| Direkt Bild zu diesem Denkmal hochladen | Wohnhaus (Umgebinde) | Teichstraße 15 (Karte)                               | 1. Hälfte 19. Jahrhundert | Eingeschossiges Doppelstubenhaus, trotz Veränderungen noch im siedlungstypischen Aussehen, baugeschichtlich von Bedeutung. | 09254962 |
| Direkt Bild zu diesem Denkmal hochladen | Wohnhaus (Umgebinde) | Teichstraße 17 (Karte)                               | 1. Hälfte 19. Jahrhundert | Eingeschossiges Doppelstubenhaus, zweite, verbretterte Blockstube in böhmischer Art (ohne Umgebindekonstruktion), Giebelverschieferung mit Rosette, weitgehend im siedlungstypischen Aussehen erhalten, baugeschichtlich von Bedeutung | 09254963 |
| Direkt Bild zu diesem Denkmal hochladen | Wohnhaus (Umgebinde) | Teichstraße 18 (Karte)                               | 18. Jahrhundert | Obergeschoss Fachwerk, auf der Giebelseite verbrettert, weitgehend im ursprünglichen Aussehen erhaltenes Beispiel der Oberlausitzer Holzbauweise, baugeschichtlich von Bedeutung | 09254920 |
| Direkt Bild zu diesem Denkmal hochladen | Wohnhaus (Umgebinde) | Teichstraße 39 (Karte)                               | 1. Hälfte 19. Jahrhundert | Eingeschossiges Doppelstubenhaus, zweifarbige Giebelverschieferung, Dachhecht, siedlungstypisch, baugeschichtlich von Bedeutung | 09254921 |
| Direkt Bild zu diesem Denkmal hochladen | Wohnhaus (Umgebinde) | Teichstraße 47 (Karte)                               | 1. Hälfte 19. Jahrhundert | Obergeschoss Fachwerk verkleidet, baugeschichtlich von Bedeutung | 09254919 |
| Direkt Bild zu diesem Denkmal hochladen | Wohnhaus | Thälmannstraße 9 (Karte)                             | Um 1900 | Klinker, unverändert erhalten, baugeschichtlicher Wert | 09306286 |
| Direkt Bild zu diesem Denkmal hochladen | Bauernhof mit Wohnhaus und Scheune | Trebeweg 1 (Karte)                                   | 18. Jahrhundert | Obergeschoss Fachwerk, sorgfältig verbrettert, altes Haustürgewände, kleine Holzscheune, ortsbildprägendes Ensemble, wirtschaftsgeschichtlich und baugeschichtlich von Bedeutung | 09254908 |
| Direkt Bild zu diesem Denkmal hochladen | Wohnhaus (Umgebinde) | Uferweg 5 (Karte)                                    | 1. Hälfte 19. Jahrhundert | Obergeschoss verschiefertes Fachwerk, Giebelseite zweifarbig verschiefert, großer Dachhecht, Korbbogenportal, stattliches Beispiel der ortstypischen Holzbauweise, baugeschichtlich von Bedeutung | 09254790 |
| Direkt Bild zu diesem Denkmal hochladen | Wohnhaus (Umgebinde) | Uferweg 6 (Karte)                                    | 18. Jahrhundert | Obergeschoss Fachwerk, mit kunstvoller Verbretterung, im ursprünglichen Aussehen erhaltenes Beispiel für die hiesige Holzbauweise, prägt das Auenbild mit, baugeschichtlich von Bedeutung | 09254775 |
| Direkt Bild zu diesem Denkmal hochladen | Wohnhaus (Umgebinde) | Uferweg 7 (Karte)                                    | 1. Hälfte 19. Jahrhundert | Eingeschossiges Umgebindehaus mit zweigeschossigem Ausbau, Giebelverbretterung, weitgehend im ursprünglichen Aussehen erhaltenes Zeugnis ortstypischer Holzbauweise, baugeschichtlich von Bedeutung | 09254791 |
| Direkt Bild zu diesem Denkmal hochladen | Wohnhaus (Umgebinde) | Uferweg 9 (Karte)                                    | Um 1800 | Obergeschoss Fachwerk zweifarbig verschiefert, Teil der Struktur der Auenbebauung, baugeschichtlich von Bedeutung | 09254776 |
| Direkt Bild zu diesem Denkmal hochladen | Wohnhaus | Uferweg 11 (Karte)                                   | Um 1905 | Villenartig, historisierend, bewegte Dachlandschaft, Ost-Turm mit spitzem Helm, verzierte Holzveranda, baugeschichtlich von Bedeutung | 09254756 |
| Direkt Bild zu diesem Denkmal hochladen | Wohnhaus (Umgebinde) mit Anbau | Uferweg 13 (Karte)                                   | 1. Hälfte 19. Jahrhundert | Obergeschoss Fachwerk verschiefert, Teil der weitgehend im ursprünglichen Aussehen erhaltenen Auenbebauung, baugeschichtlich von Bedeutung | 09254774 |
| Direkt Bild zu diesem Denkmal hochladen | Wohnhaus (Umgebinde) | Walddorfer Weg 4 (Karte)                             | Um 1850 | Obergeschoss Fachwerk, ornamental verschiefert, Krüppelwalmdach mit drei Fledermausgaupen, Umgebinde-Stützen profiliert, Korbbogenportal, baugeschichtlich von Bedeutung | 09254691 |

## Streichungen von der Denkmalliste
| Bild                                    | Bezeichnung                                  | Lage                        | Datierung                             | Beschreibung | ID       |
| --------------------------------------- | -------------------------------------------- | --------------------------- | ------------------------------------- | --- | -------- |
| Weitere Bilder                          | Wohnhaus                                     | Bürgerweg 31 (Karte)        | Bezeichnet mit 1871                   | Fachwerk Obergeschoss verbrettert, weitgehend im regionaltypischen Aussehen erhalten, baugeschichtlich von Bedeutung; nach 2014 von der Denkmalliste gestrichen                                                               | 09254943 |
| Direkt Bild zu diesem Denkmal hochladen | Wohnhaus                                     | Hauptstraße 45 (Karte)      | 2. Hälfte 18. Jahrhundert             | Obergeschoss Fachwerk verkleidet, Dachhecht, trotz Veränderung der Erdgeschoss-Zone in der Holzkonstruktion erhalten, baugeschichtlich von Bedeutung; nach 2014 von der Denkmalliste gestrichen                               | 09254813 |
| Direkt Bild zu diesem Denkmal hochladen | Wohnhaus (nur Hausteil mit Holzkonstruktion) | Hauptstraße 84 (Karte)      | Vor 1800                              | Fachwerk-Obergeschoss verkleidet, trotz „Torso“-Dasein Beispiel älterer Holzbauweise und Beitrag zum Straßenbild, baugeschichtlich von Bedeutung; nach 2014 von der Denkmalliste gestrichen                                   | 09254829 |
| Direkt Bild zu diesem Denkmal hochladen | Wohnhaus mit Anbau                           | Hauptstraße 182 (Karte)     | 2. Hälfte 19. Jahrhundert             | Obergeschoss Fachwerk, ornamental verschiefert, Dachhecht, straßenbildprägend, baugeschichtlich von Bedeutung; nach 2014 von der Denkmalliste gestrichen                                                                      | 09254766 |
| Direkt Bild zu diesem Denkmal hochladen | Wohnstallhaus                                | Kirchstraße 16 (Karte)      | 18. Jahrhundert, womöglich noch älter | Obergeschoss Fachwerk verkleidet, gedrungenes Obergeschoss, von architektonischem und wissenschaftlich-dokumentarischem Interesse; nach 2014 von der Denkmalliste gestrichen                                                  | 09254811 |
| Direkt Bild zu diesem Denkmal hochladen | Brunnen                                      | Nordstraße 19 (vor) (Karte) | 19. Jahrhundert                       | Kulturgeschichtlich von Bedeutung; nach 2014 von der Denkmalliste gestrichen | 09254663 |
| Direkt Bild zu diesem Denkmal hochladen | Wohnhaus (Umgebinde)                         | Teichstraße 37 (Karte)      | 1. Hälfte 19. Jahrhundert             | Eingeschossiges Doppelstubenhaus, Dachhecht, noch weitgehend im siedlungstypischen Aussehen erhalten, baugeschichtlich von Bedeutung; nach 2014 von der Denkmalliste gestrichen                                               | 09254922 |
| Direkt Bild zu diesem Denkmal hochladen | Wohnhaus                                     | Thälmannstraße 2 (Karte)    | Um 1910                               | Putzbau, im westlichen älteren Teil mit Architekturgliederung in Klinker, 1937 vom Eigentümer Baumeister Paul Höhne, Eibau, aus einem Nebengebäude zum Wohnhaus umgebaut, baugeschichtlicher Wert. 2017 oder 2018 abgerissen. | 09306598 |

## Tabellenlegende
- Bild: Bild des Kulturdenkmals, ggf. zusätzlich mit einem Link zu weiteren Fotos des Kulturdenkmals im Medienarchiv Wikimedia Commons. Wenn man auf das Kamerasymbol klickt, können Fotos zu Kulturdenkmalen aus dieser Liste hochgeladen werden:
- Bezeichnung: Denkmalgeschützte Objekte und ggf. Bauwerksname des Kulturdenkmals
- Lage: Straßenname und Hausnummer oder Flurstücknummer des Kulturdenkmals. Die Grundsortierung der Liste erfolgt nach dieser Adresse. Der Link (Karte) führt zu verschiedenen Kartendiensten mit der Position des Kulturdenkmals. Fehlt dieser Link, wurden die Koordinaten noch nicht eingetragen. Sind diese bekannt, können sie über ein Tool mit einer Kartenansicht einfach nachgetragen werden. In dieser Kartenansicht sind Kulturdenkmale ohne Koordinaten mit einem roten bzw. orangen Marker dargestellt und können durch Verschieben auf die richtige Position in der Karte mit Koordinaten versehen werden. Kulturdenkmale ohne Bild sind an einem blauen bzw. roten Marker erkennbar.
- Datierung: Baubeginn, Fertigstellung, Datum der Erstnennung oder grobe zeitliche Einordnung entsprechend des Eintrags in der sächsischen Denkmaldatenbank
- Beschreibung: Kurzcharakteristik des Kulturdenkmals entsprechend des Eintrags in der sächsischen Denkmaldatenbank, ggf. ergänzt durch die dort nur selten veröffentlichten Erfassungstexte oder zusätzliche Informationen
- ID: Vom Landesamt für Denkmalpflege Sachsen vergebene, das Kulturdenkmal eindeutig identifizierende Objekt-Nummer. Der Link führt zum PDF-Denkmaldokument des Landesamtes für Denkmalpflege Sachsen. Bei ehemaligen Kulturdenkmalen können die Objektnummern unbekannt sein und deshalb fehlen bzw. die Links von aus der Datenbank entfernten Objektnummern ins Leere führen. Ein ggf. vorhandenes Icon  führt zu den Angaben des Kulturdenkmals bei Wikidata.